# Urania's Mirror

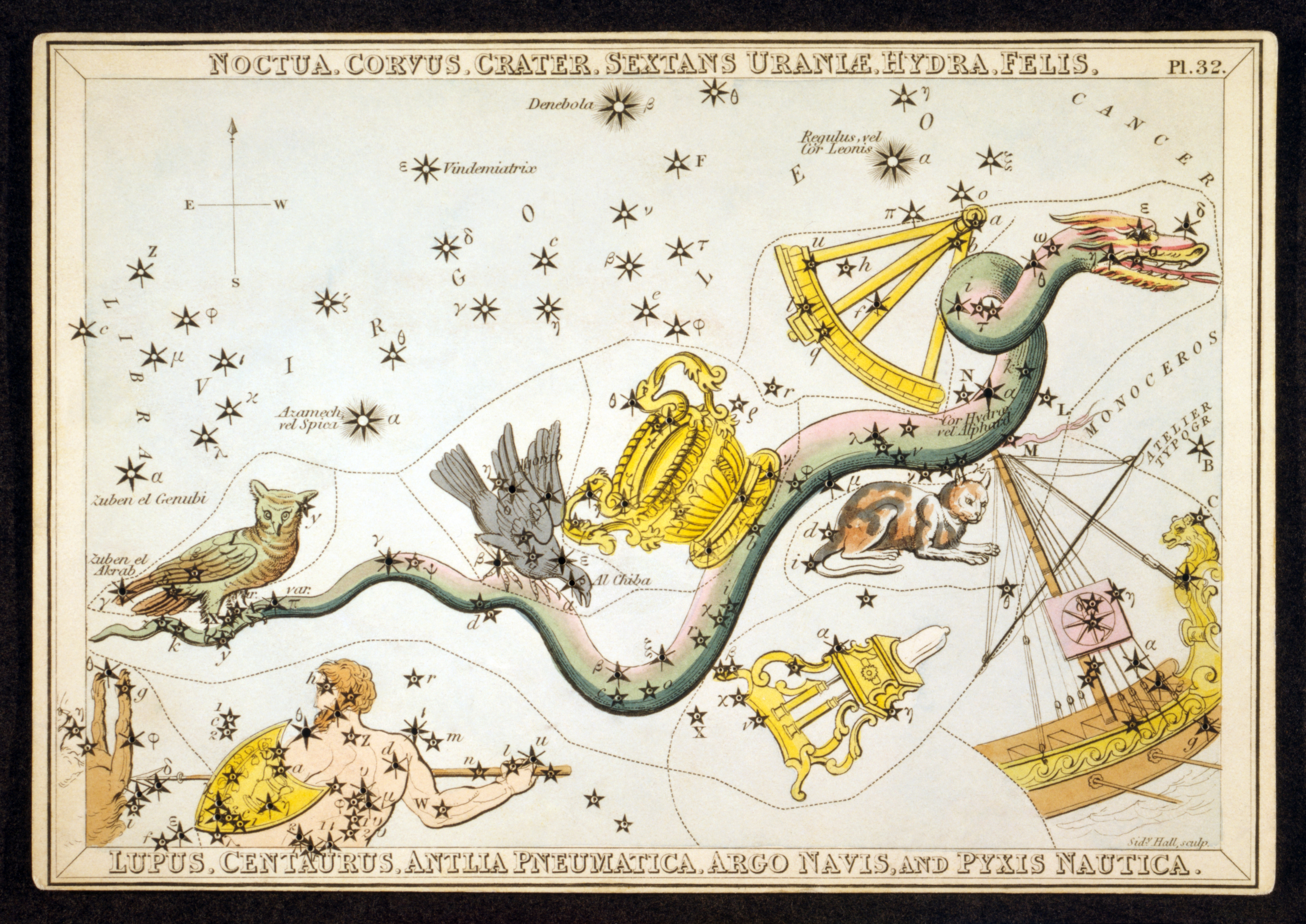
La carte no 32 illustre douze constellations.

Urania's Mirror; or, a view of the Heavens (« Le miroir d'Uranie ; ou, une vue des cieux ») est un ensemble de 32 cartes astronomiques publié en novembre 1824. Contenant des illustrations basées sur A Celestial Atlas (en) d'Alexander Jamieson (en), les cartes avaient également des trous pour permettre de voir une représentation des étoiles de la constellation devant une lumière. Gravées par Sidney Hall, elles ont été identifiées comme le travail du révérend Richard Rouse Bloxam, un maître assistant à la Rugby School, bien qu'il ait été dit que ce soit le travail « d'une dame ».
Le couvercle de la boîte contenant cet ensemble est une représentation d'Uranie, muse de l'astronomie, et est accompagné d'un livre intitulé A Familiar Treatise on Astronomy... (« Un traité familier sur l'astronomie... »). P. D. Hingley, le chercheur qui a résolu le mystère de l'identité du concepteur des cartes 170 années après leur publication, les considère parmi les meilleures cartes astronomiques produites au début du XIXe siècle.

## Galerie

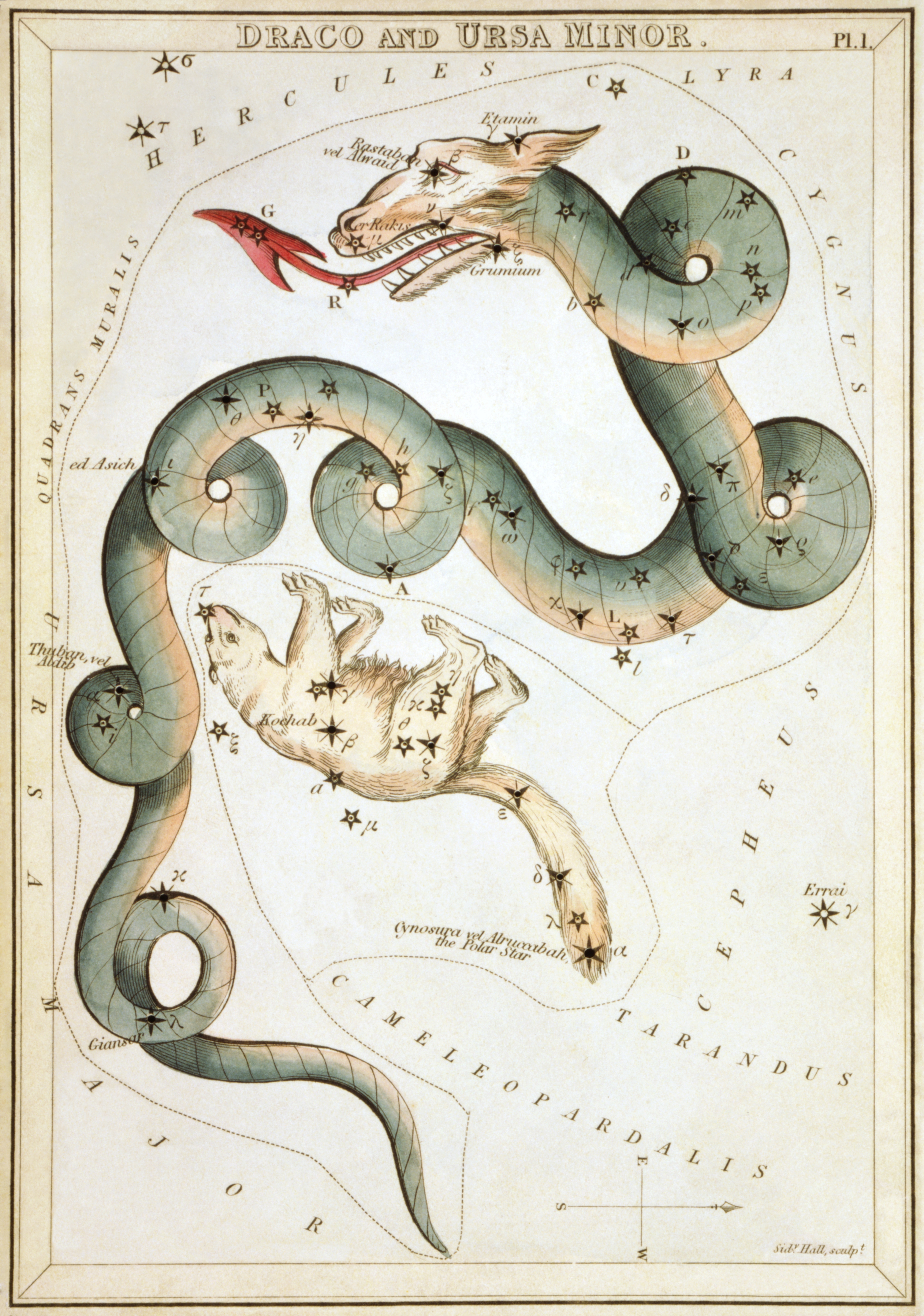
Carte no 1 : Le Dragon et la Petite Ourse
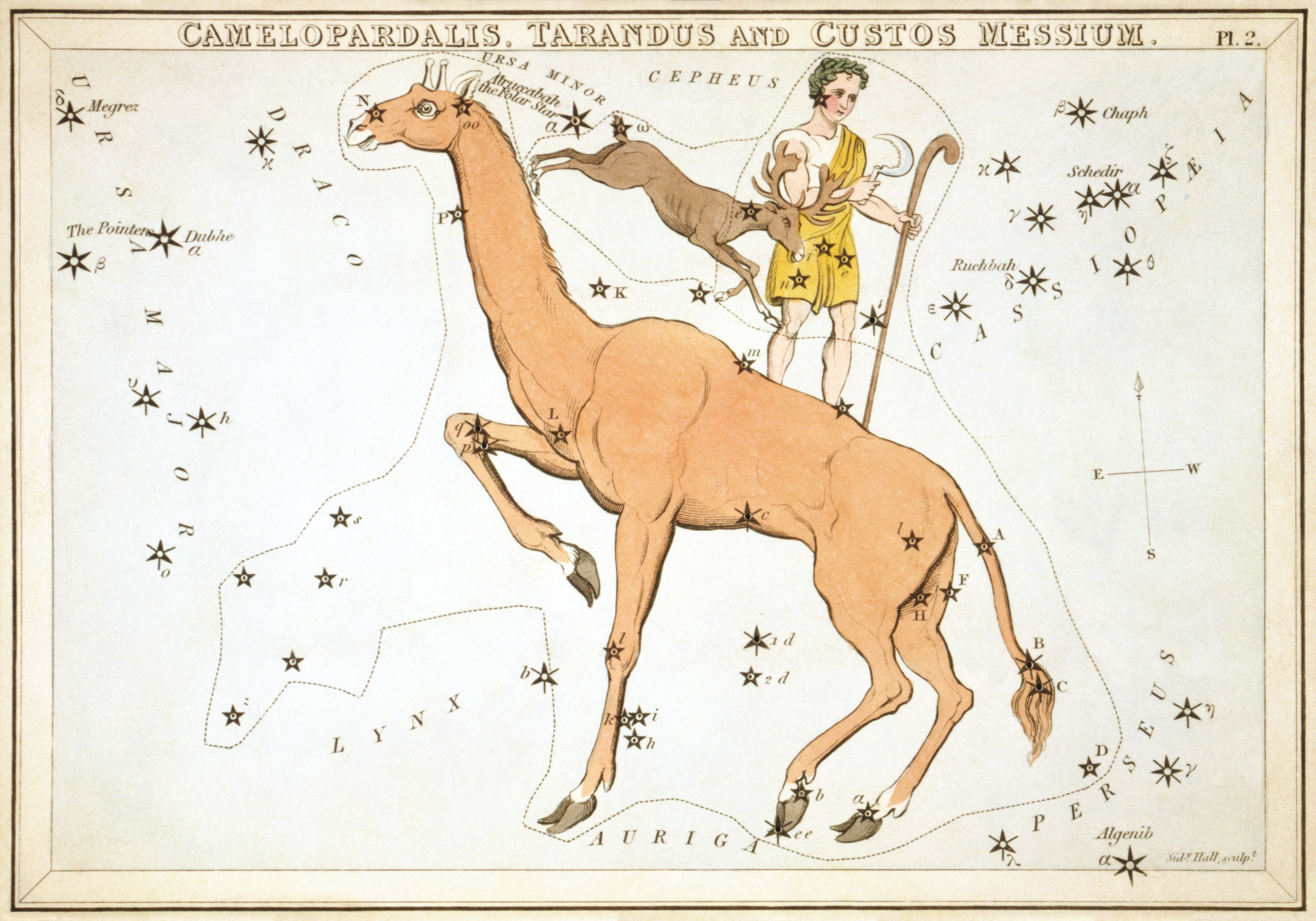
Carte no 2 : La Girafe, le Renne et le Messier
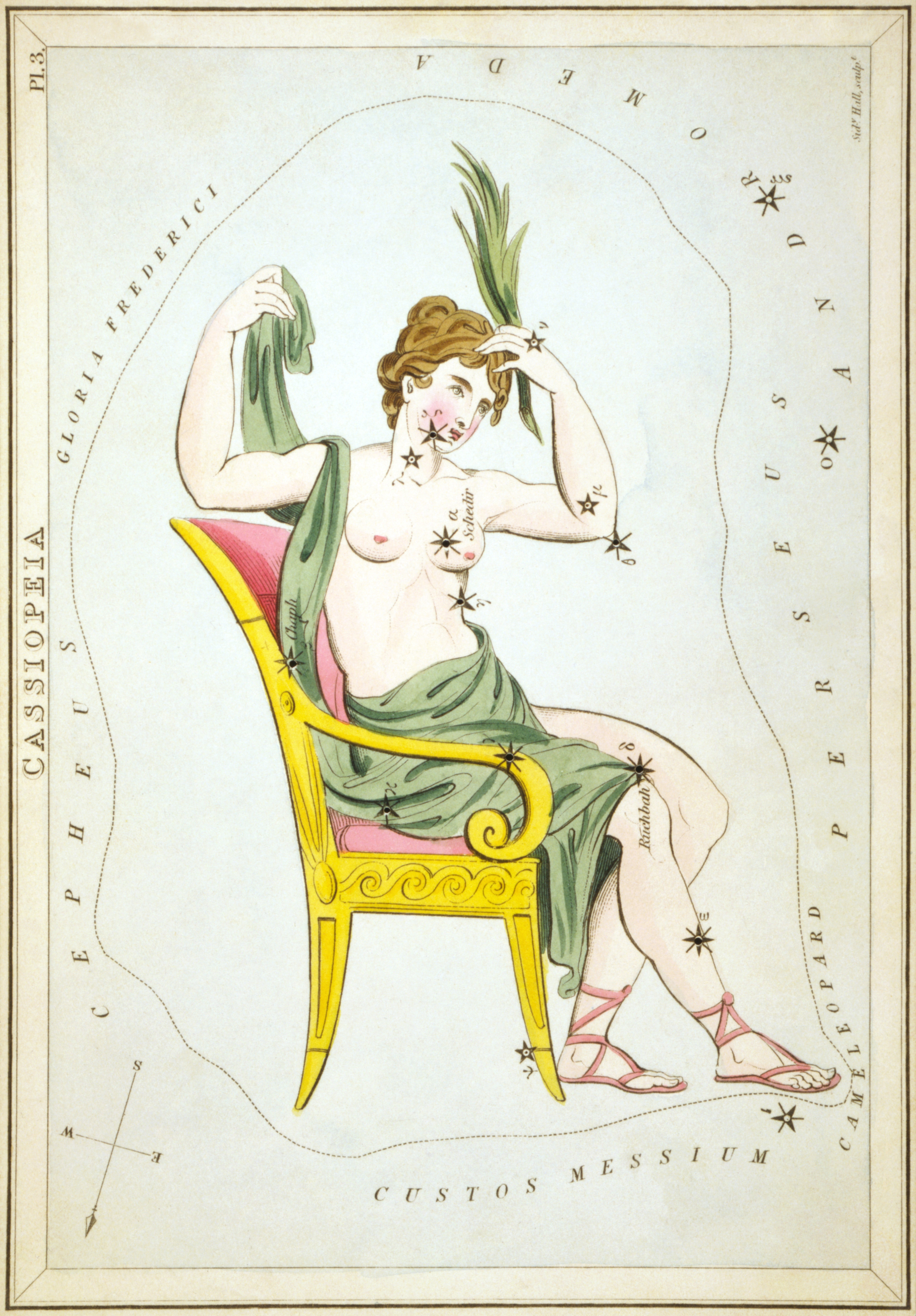
Carte no 3 : Cassiopée
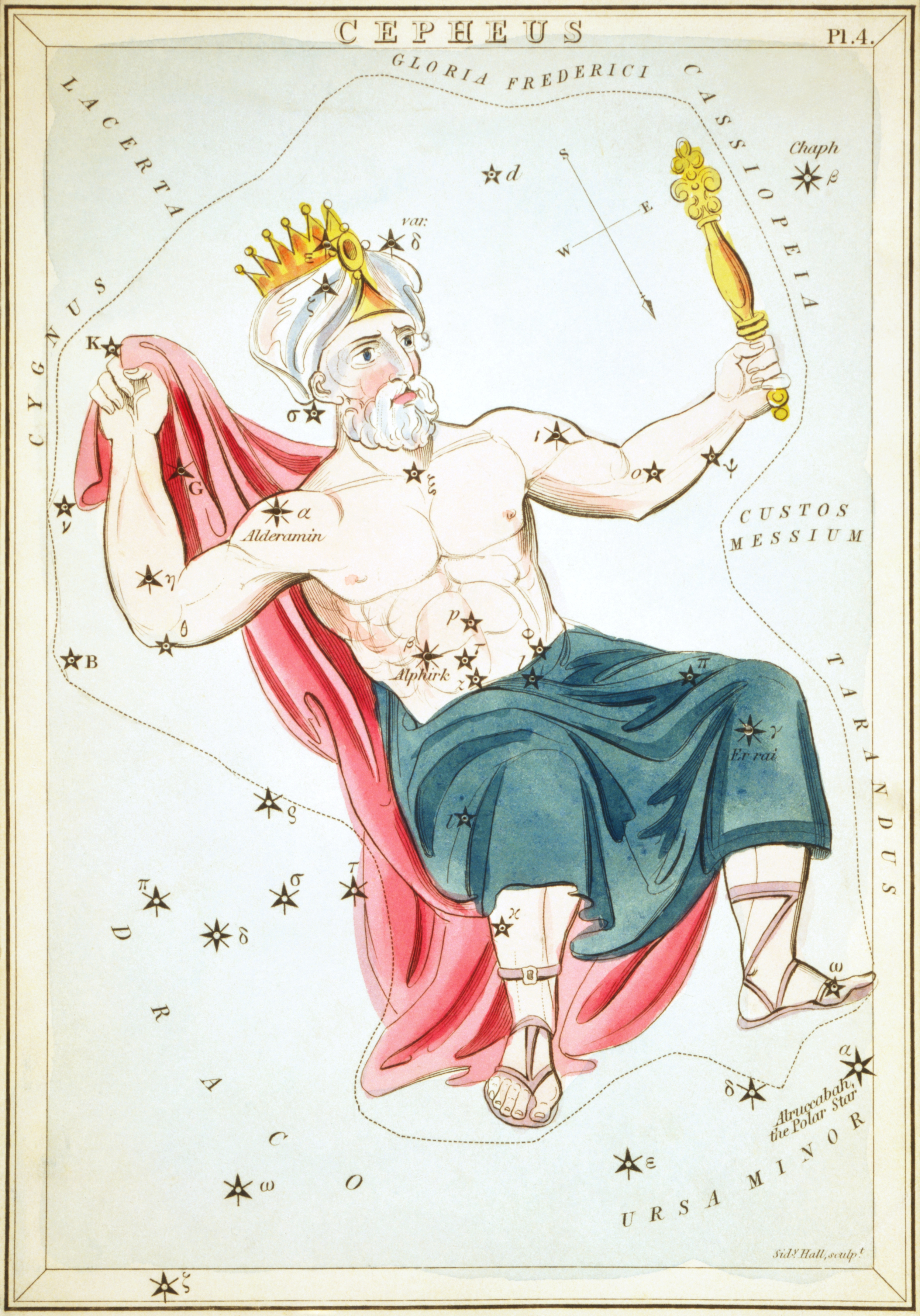
Carte no 4 : Céphée
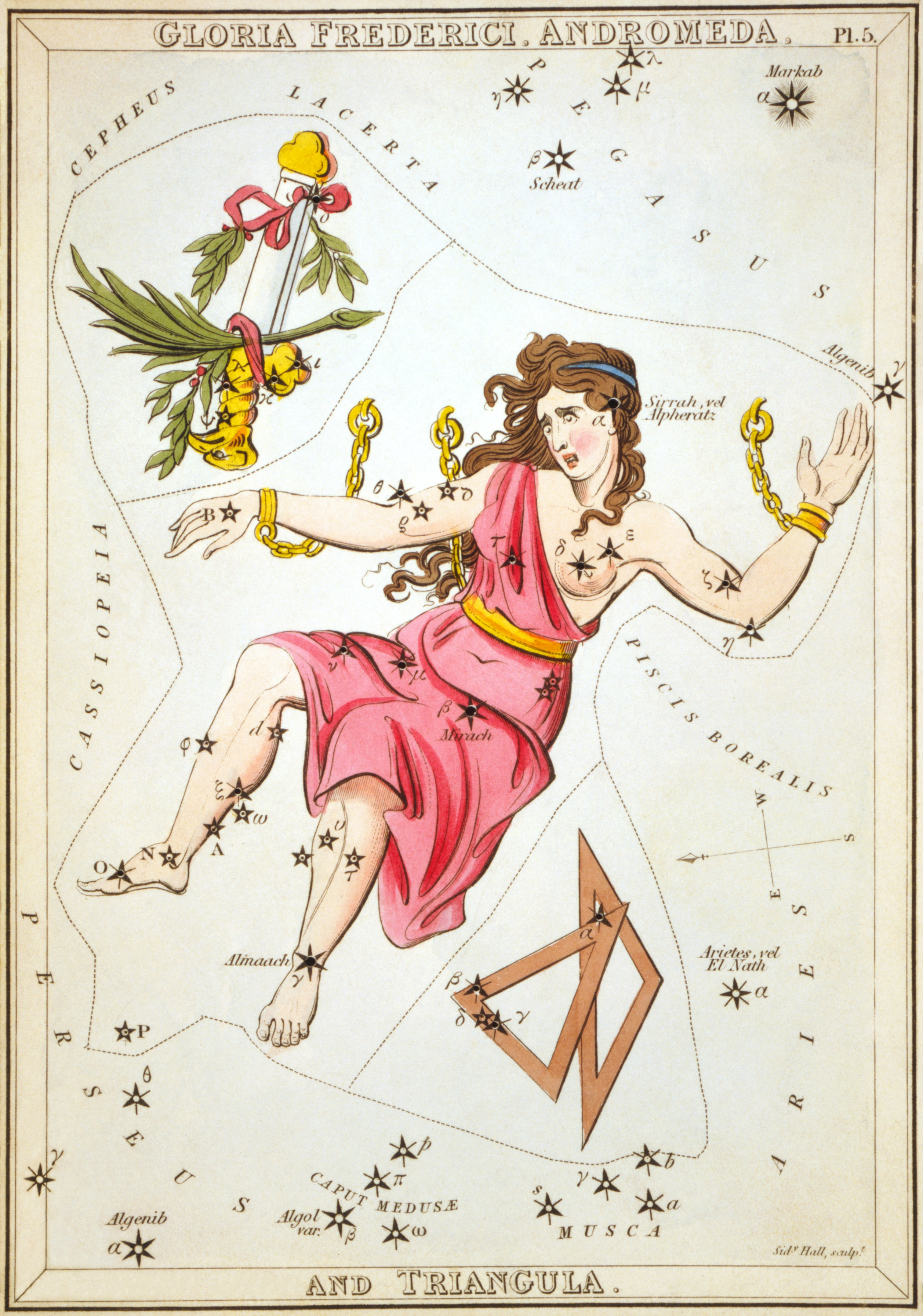
Carte no 5 : La Gloire de Frédéric, Andromède et le Triangle
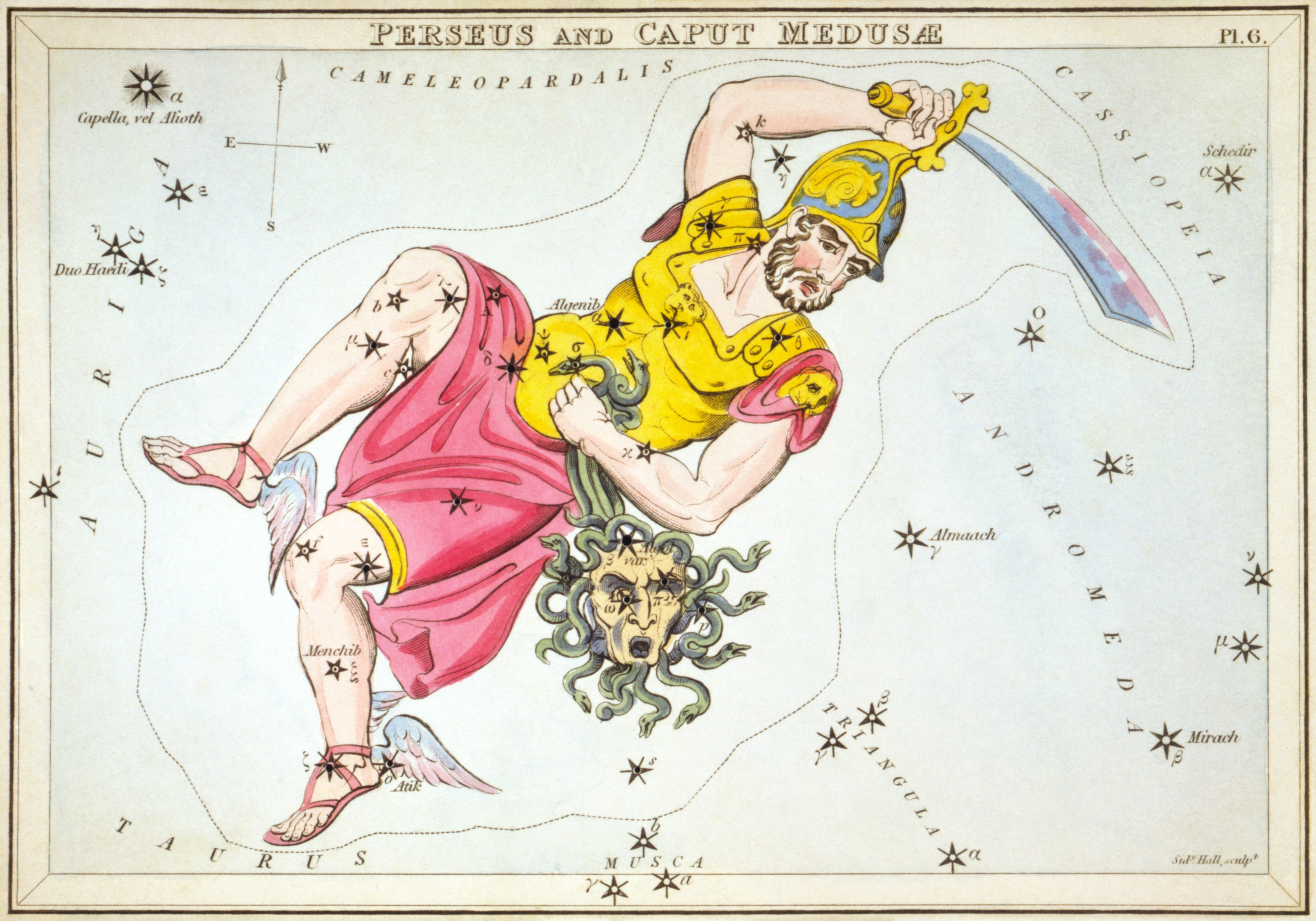
Carte no 6 : Persée et la tête de Méduse
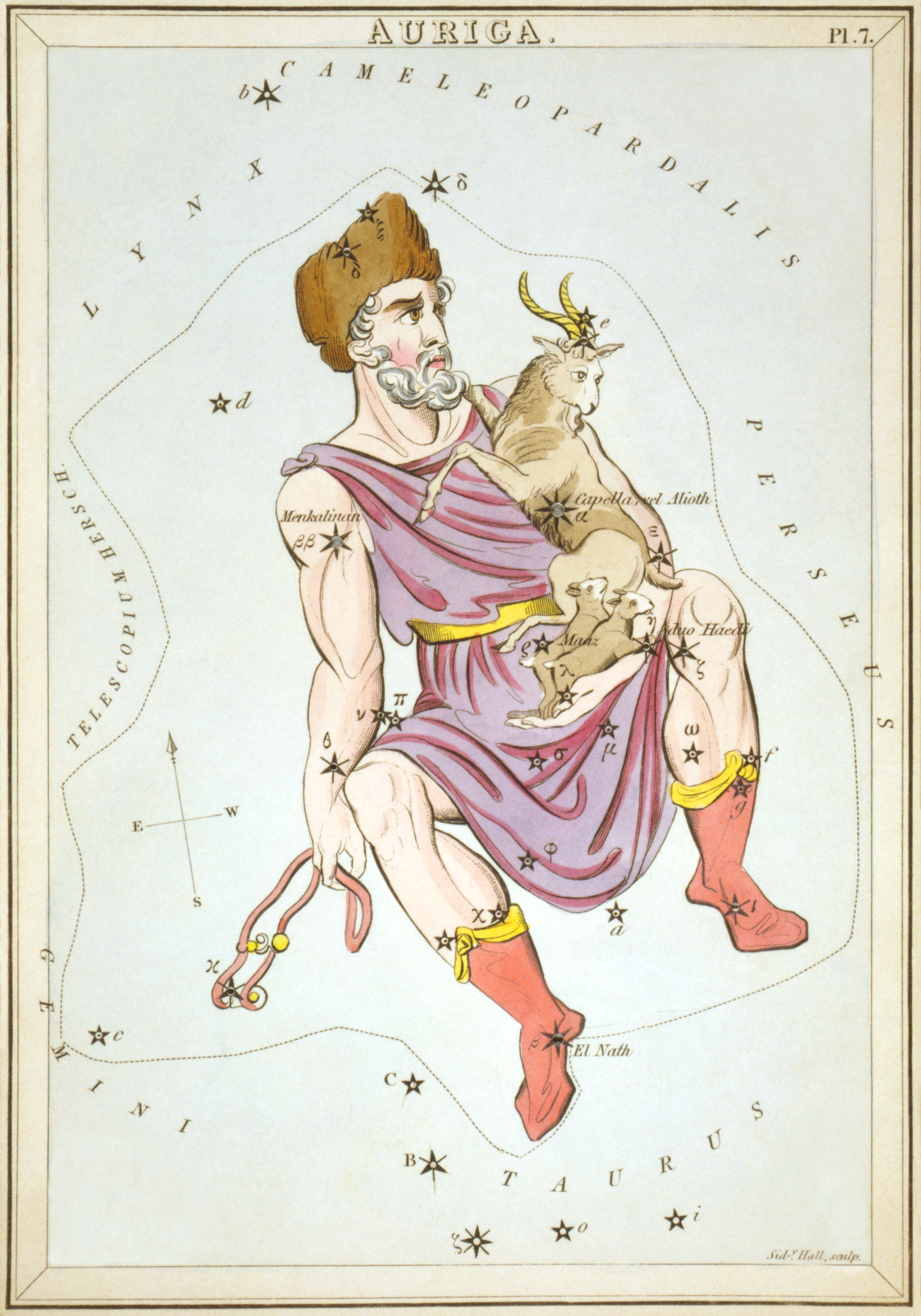
Carte no 7 : Le Cocher
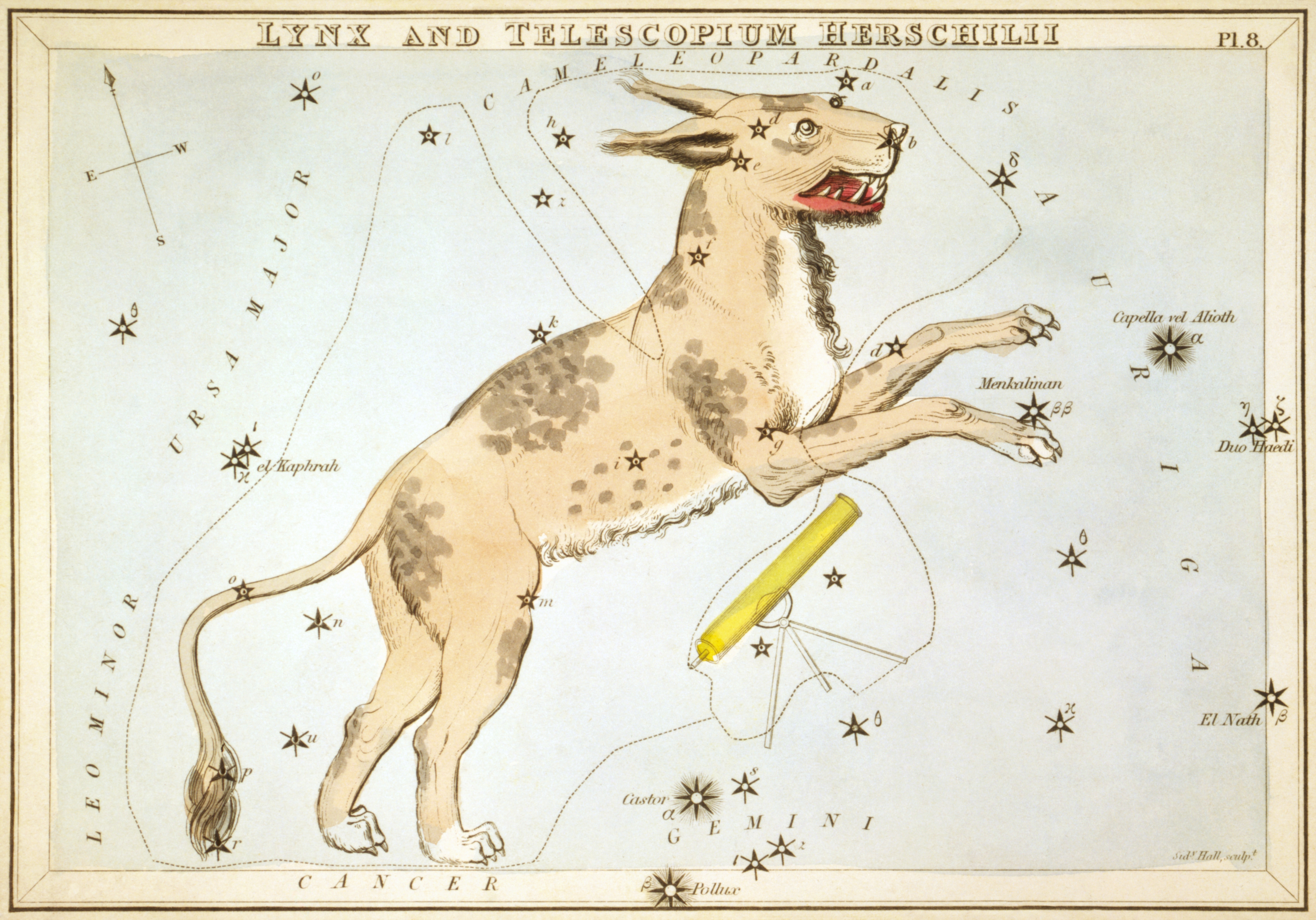
Carte no 8 : Le Lynx et le Télescope de Herschel
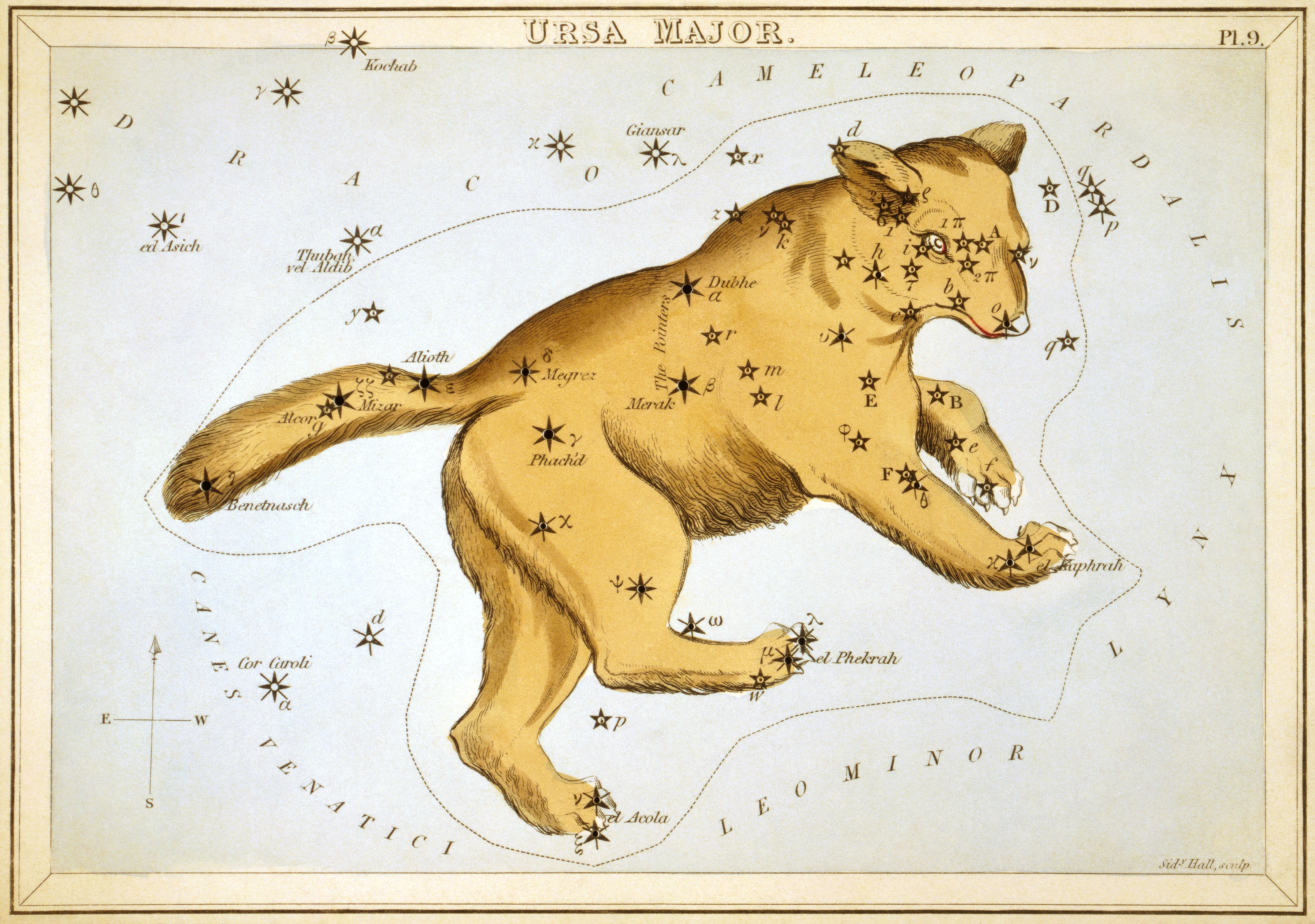
Carte no 9 : La Grande Ourse
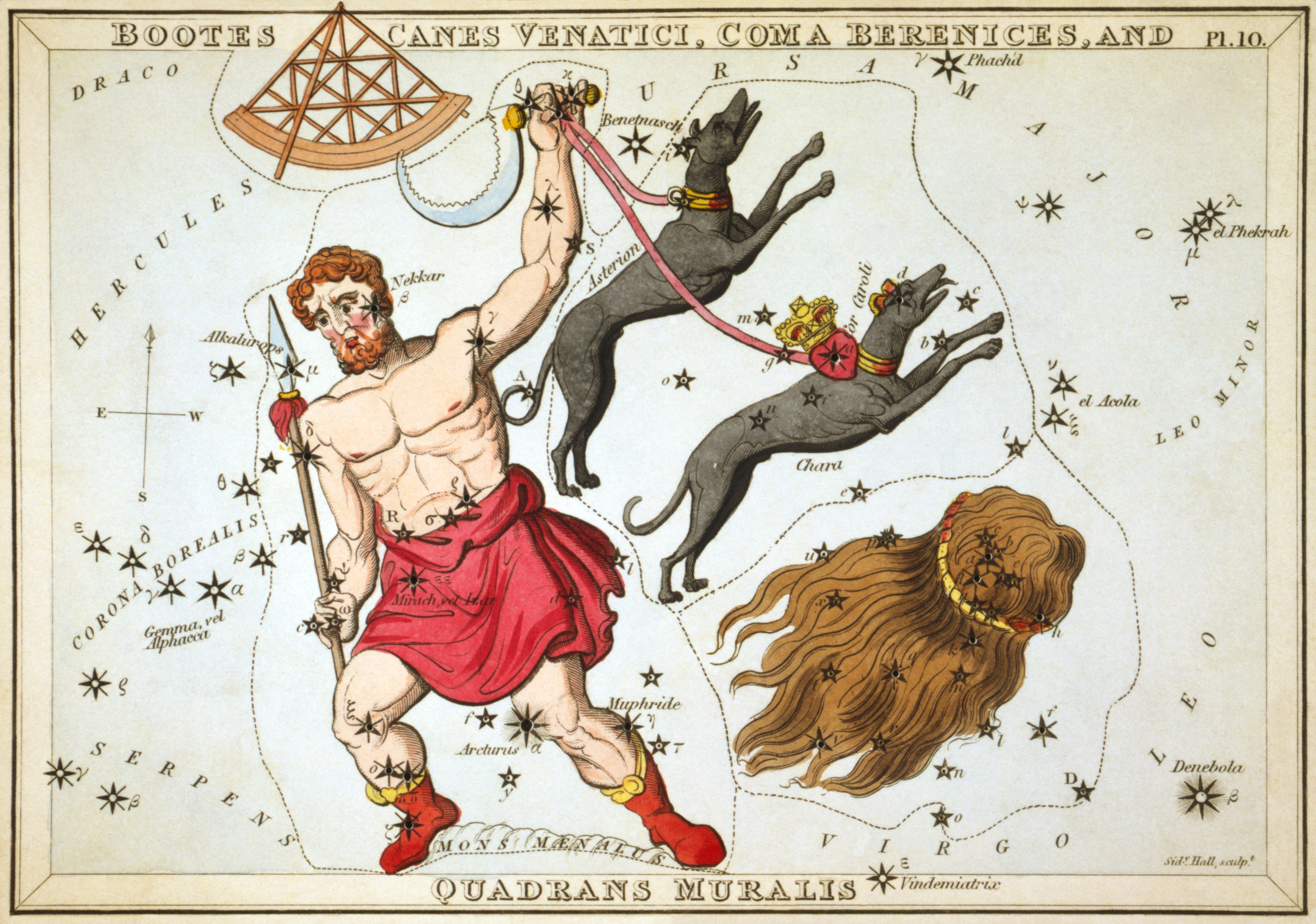
Carte no 10: Le Bouvier, le Chien de chasse, la Chevelure de Bérénice et le Quadrant Mural
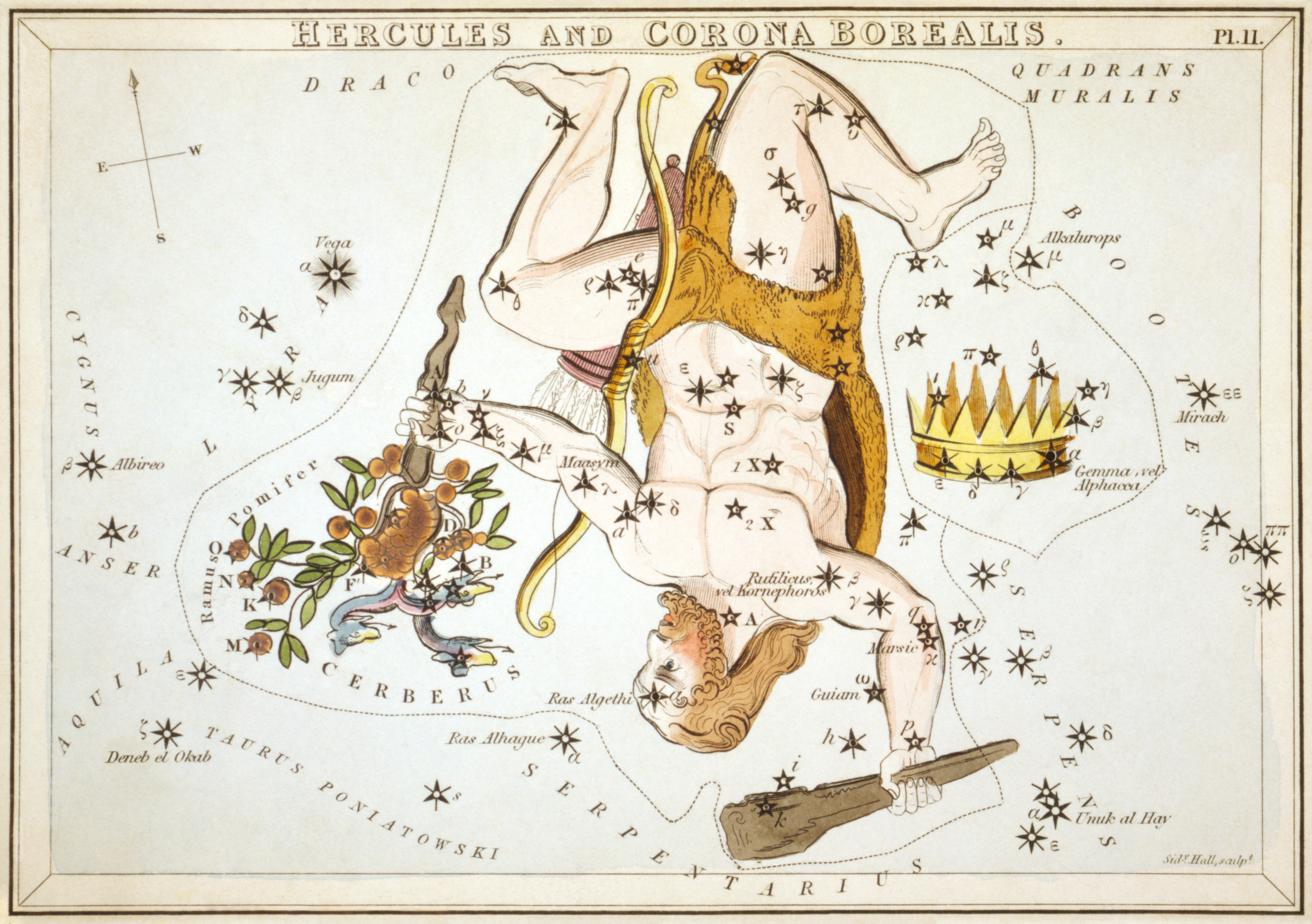
Carte no 11 : Hercule et la Couronne boréale
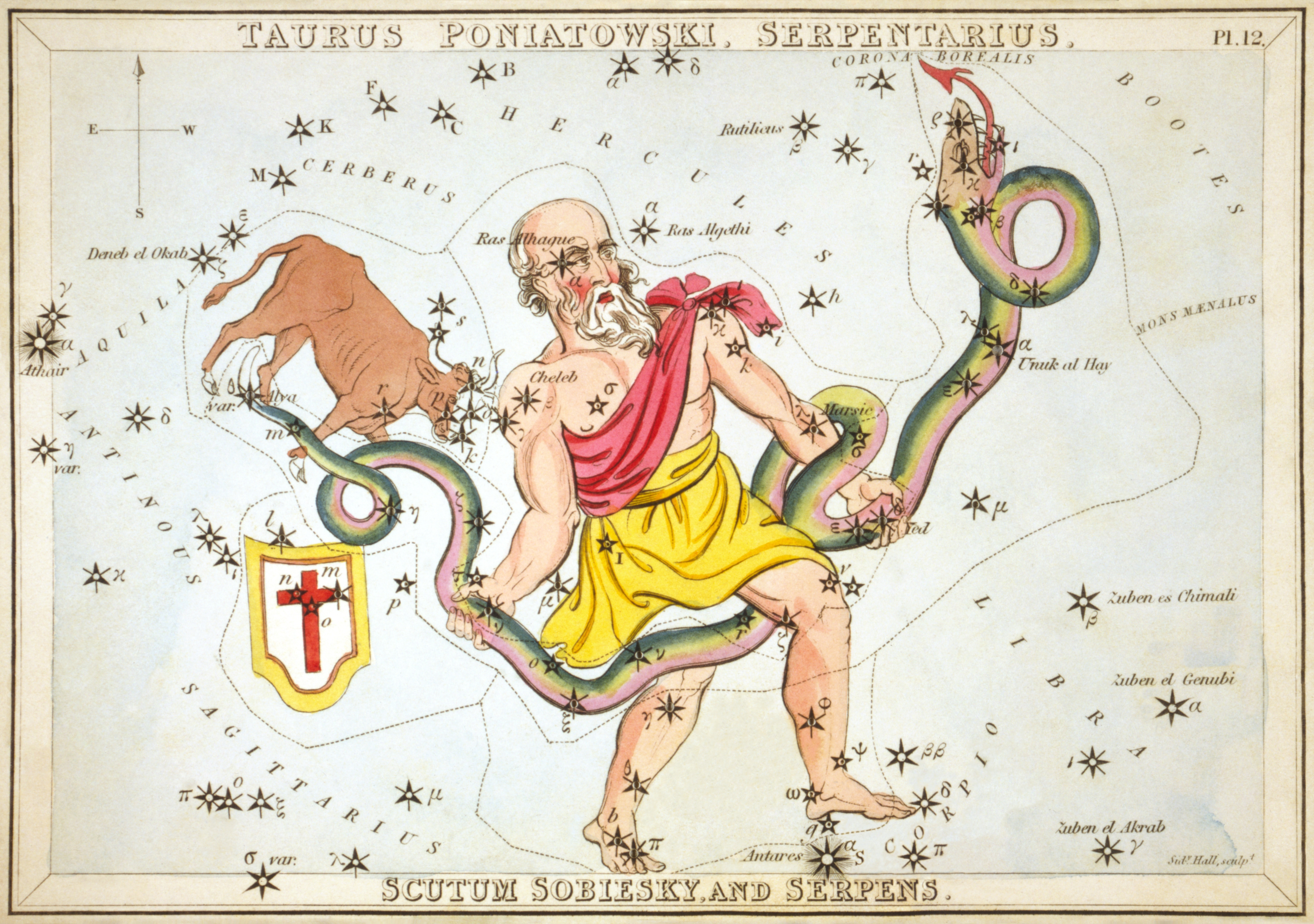
Carte no 12 : Le Taureau de Poniatowski, Ophiuchus, l'Écu de Sobieski et le Serpent
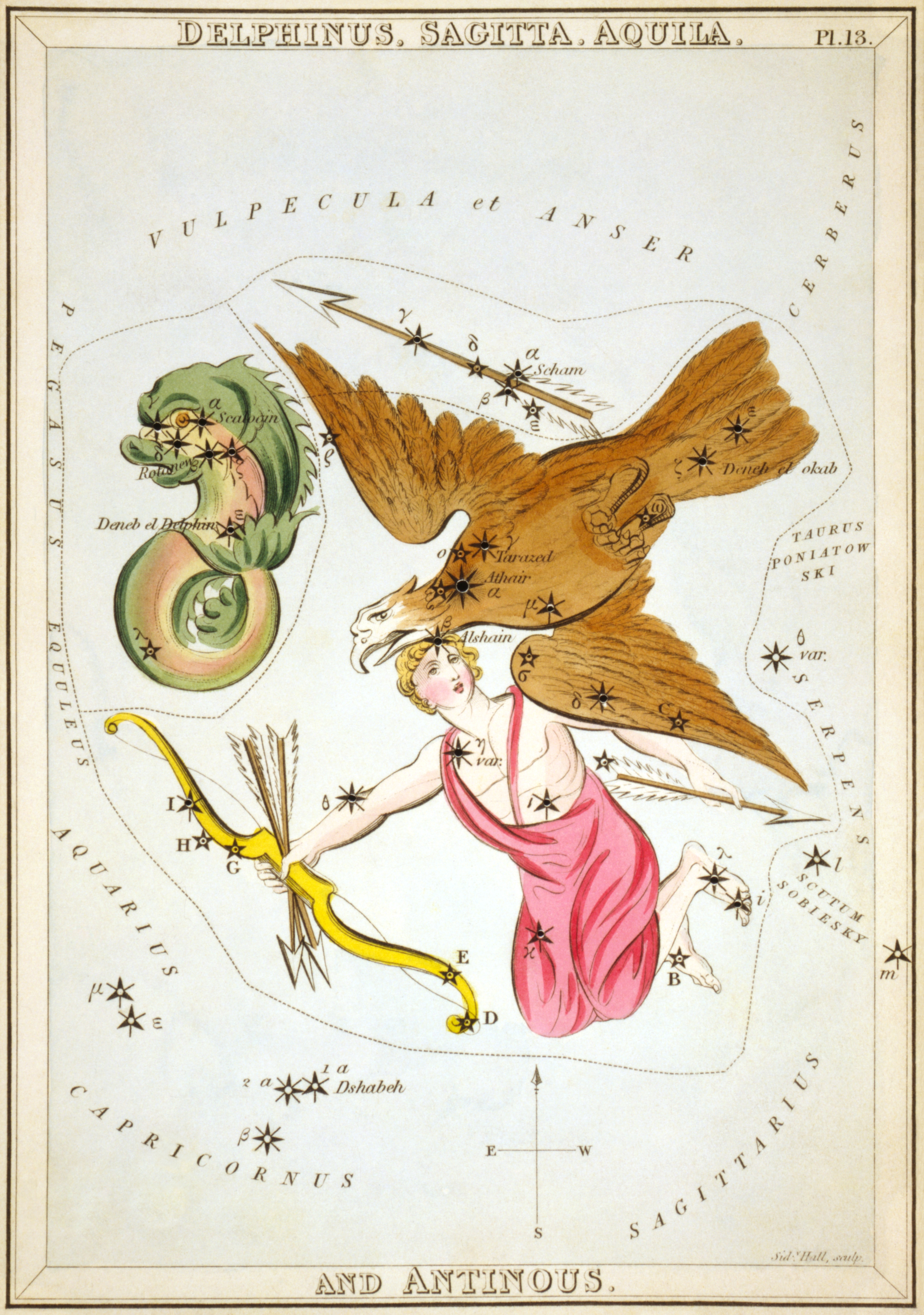
Carte no 13 : Le Dauphin, la Flèche, l'Aigle et Antinoüs
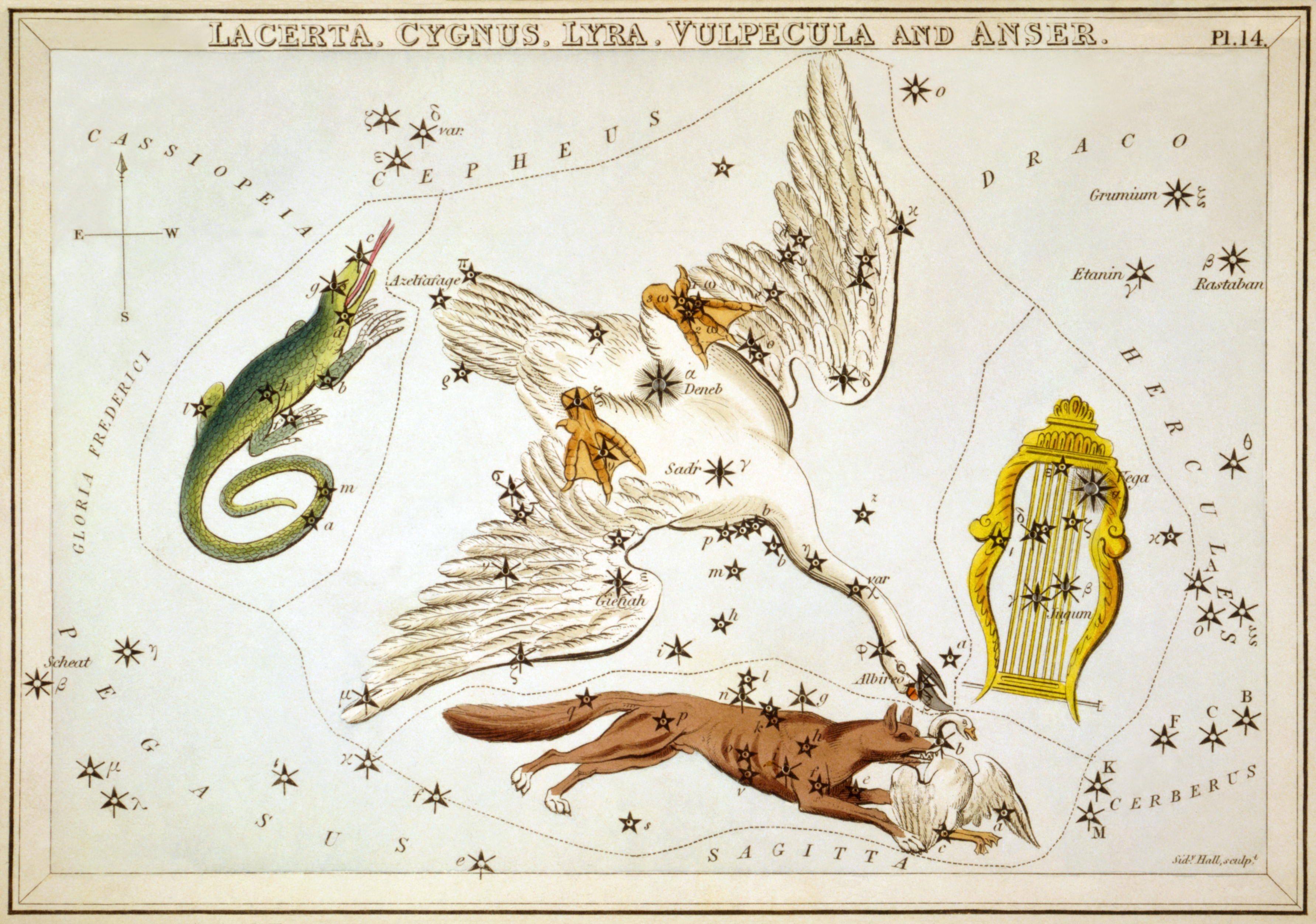
Carte no 14 : Le Lézard, le Cygne, la Lyre et le Petit Renard et l’Oie
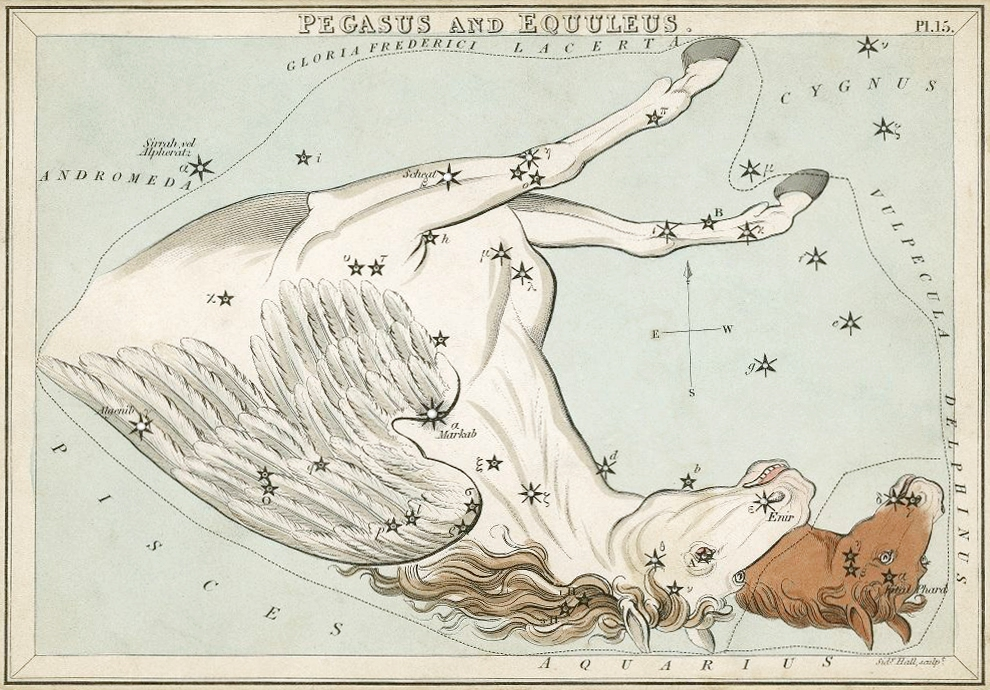
Carte no 15 : Pégase et le Petit Cheval
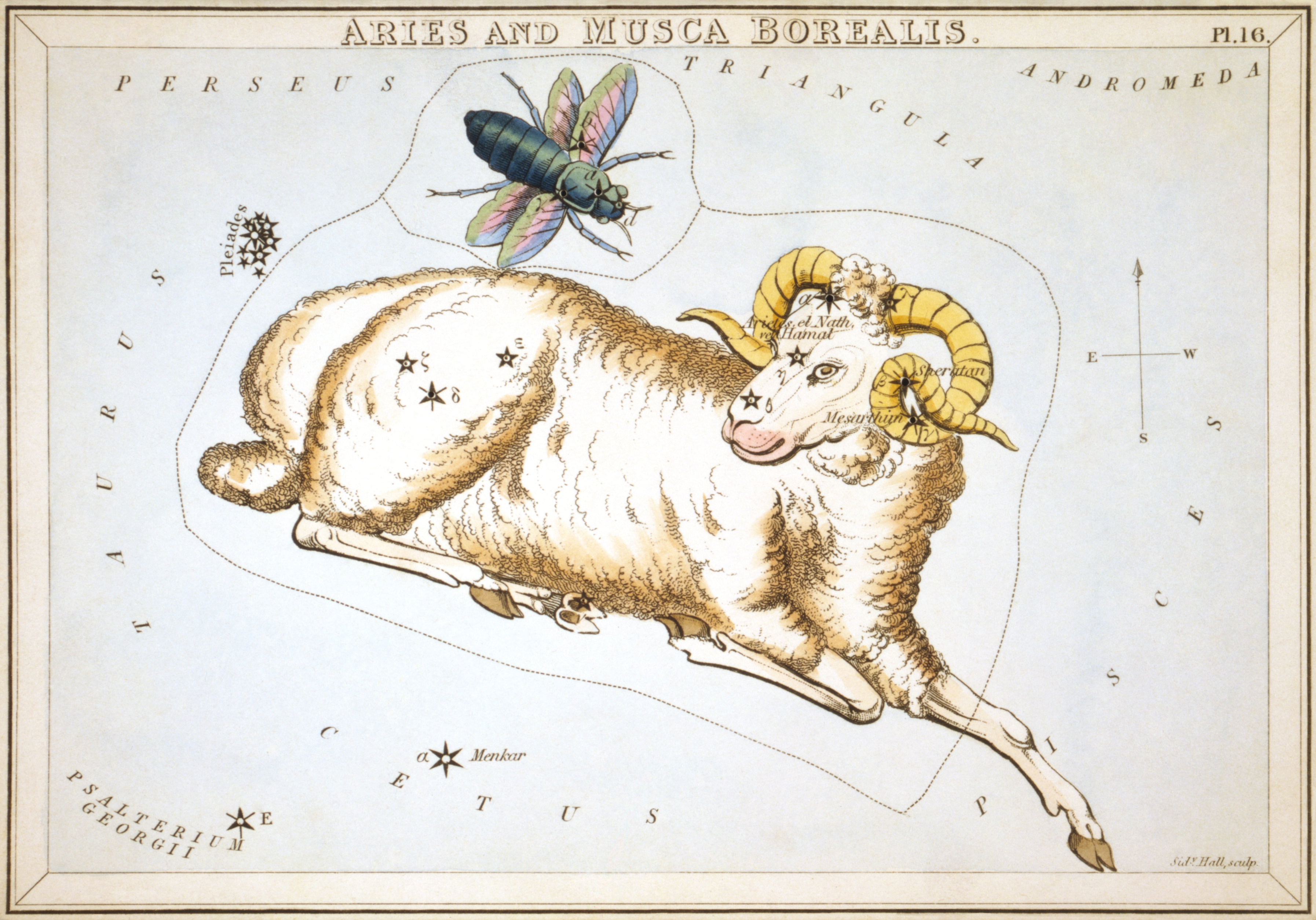
Carte no 16 : Le Bélier et la Guêpe
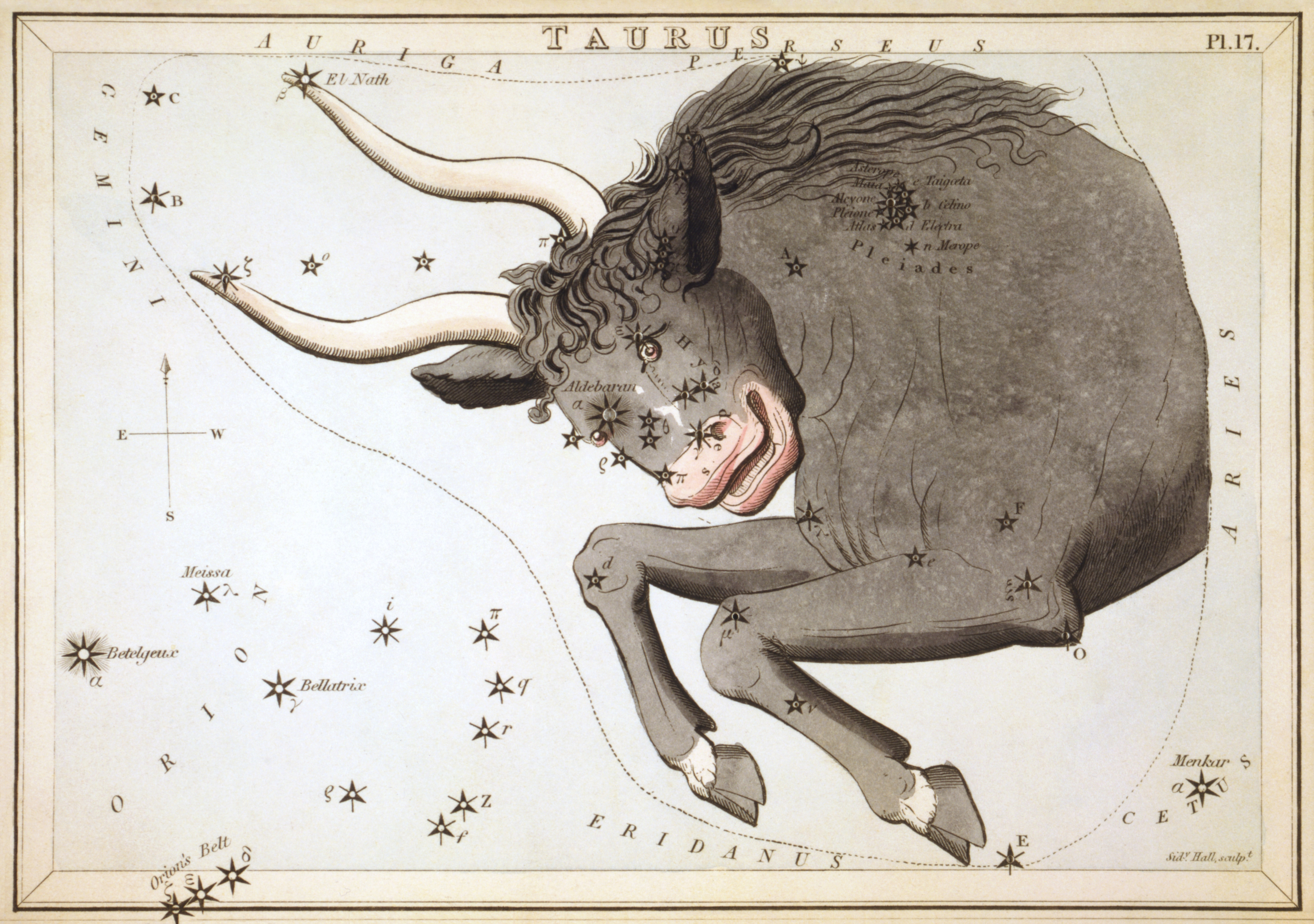
Carte no 17 : Le Taureau
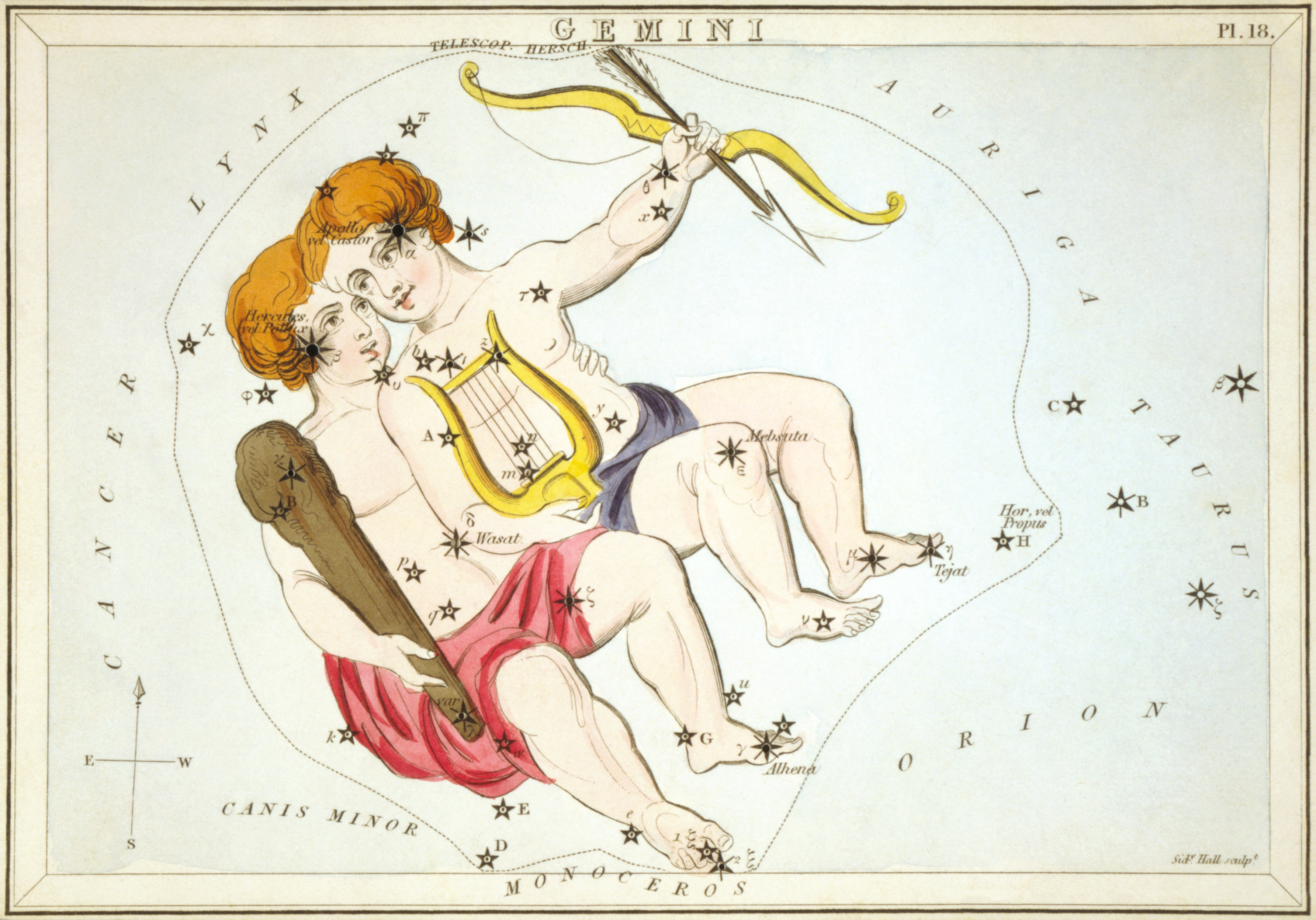
Carte no 18 : Les Gémeaux
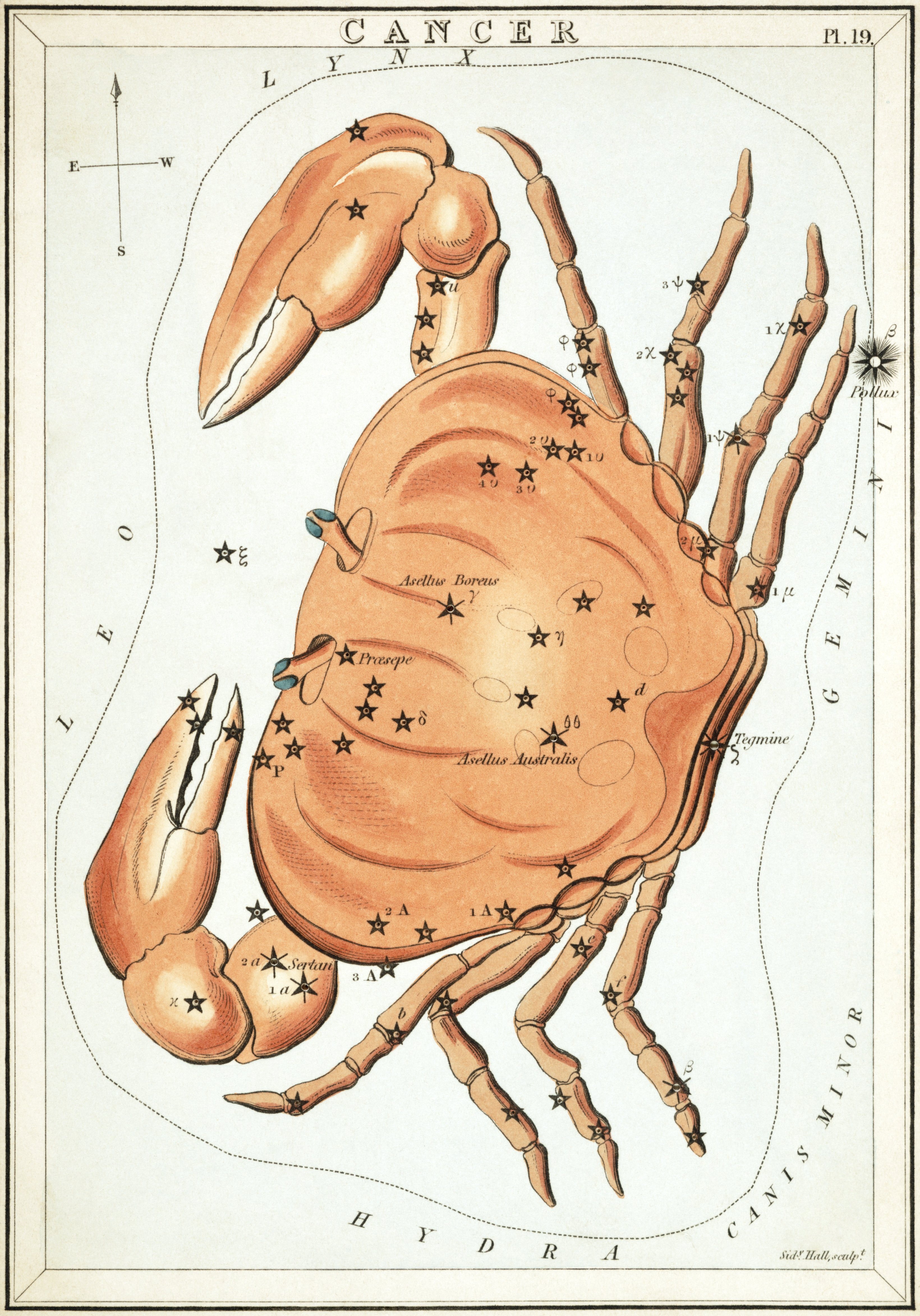
Carte no 19 : Le Cancer
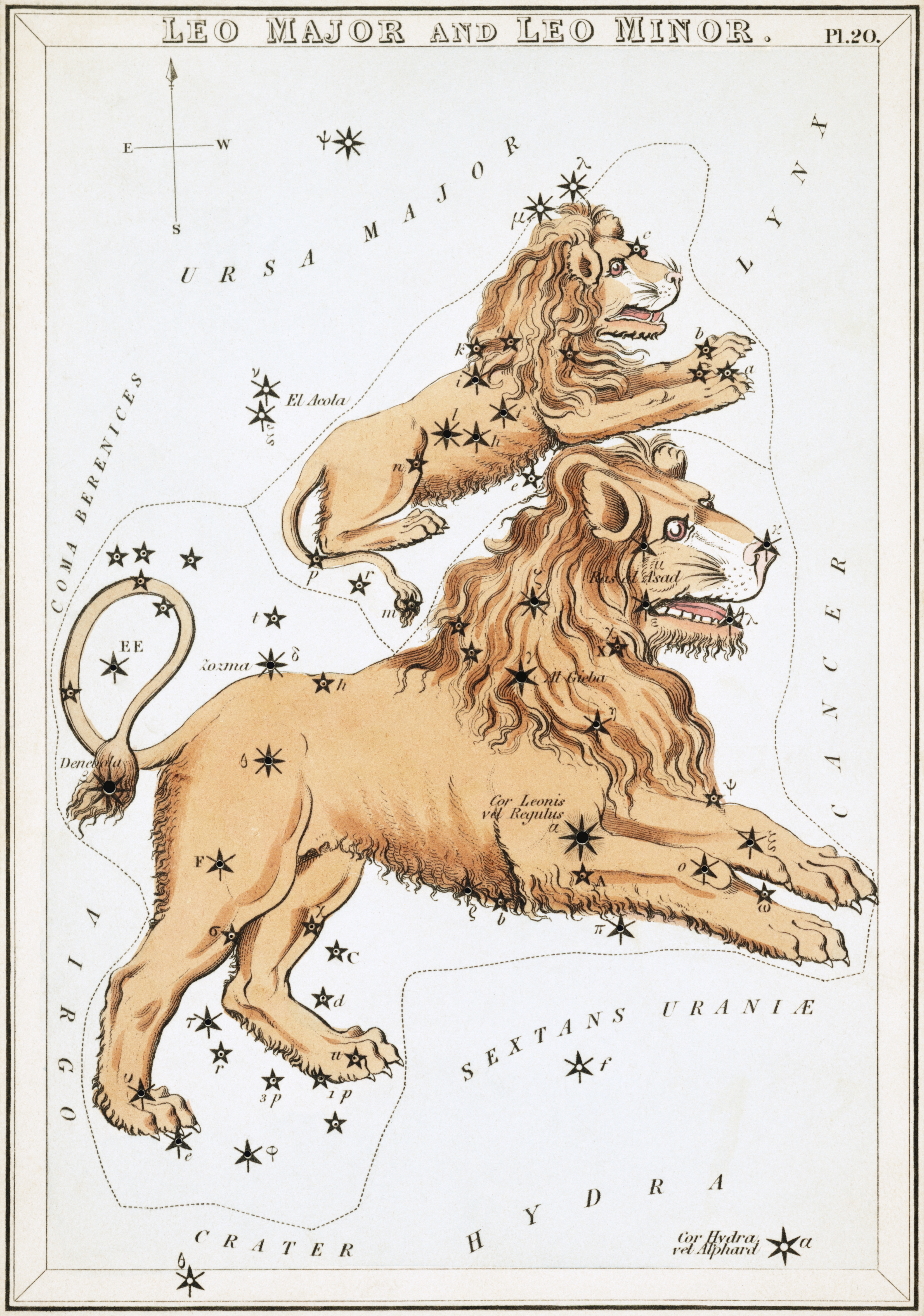
Carte no 20 : Le Lion et le Petit Lion
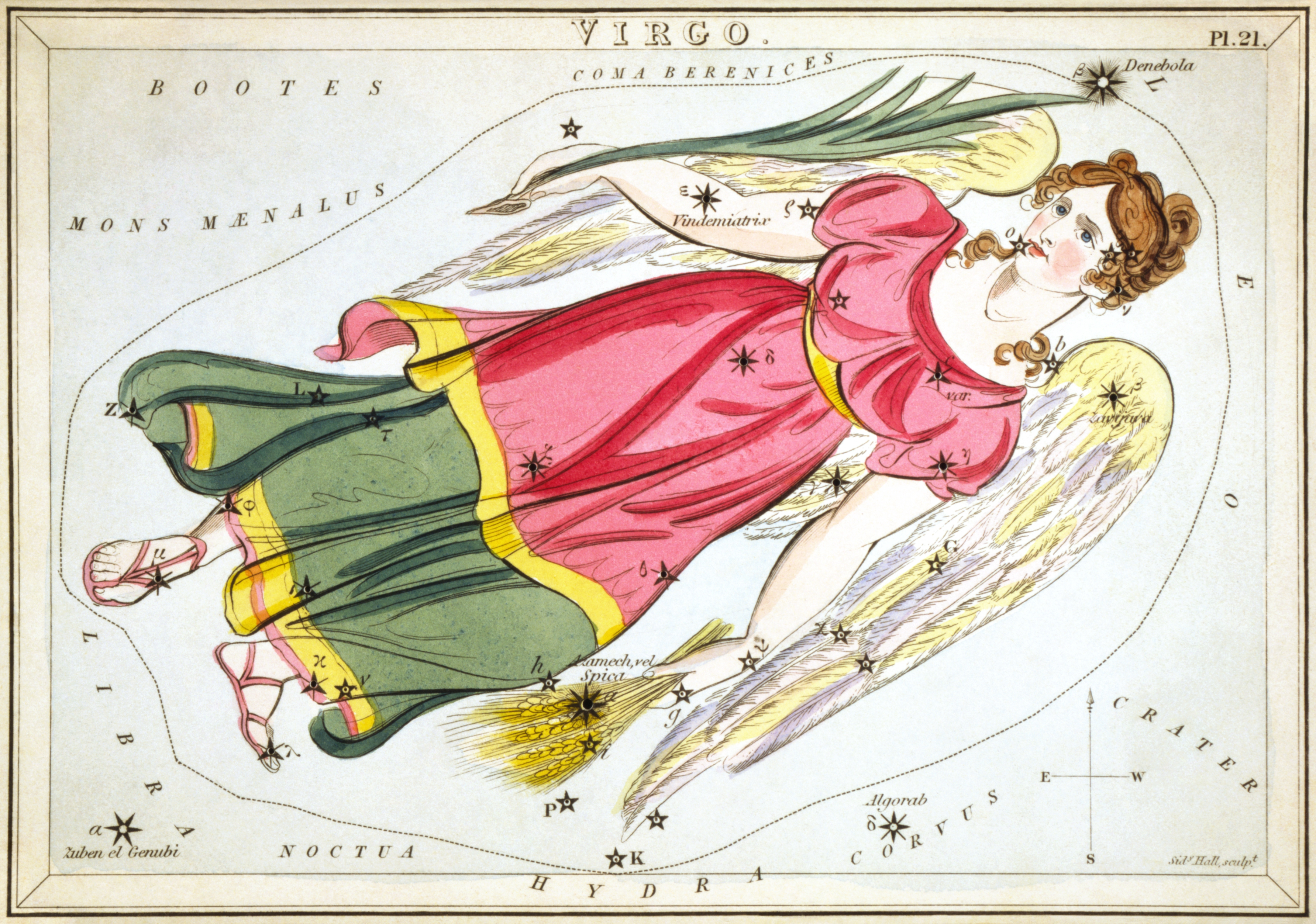
Carte no 21 : La Vierge
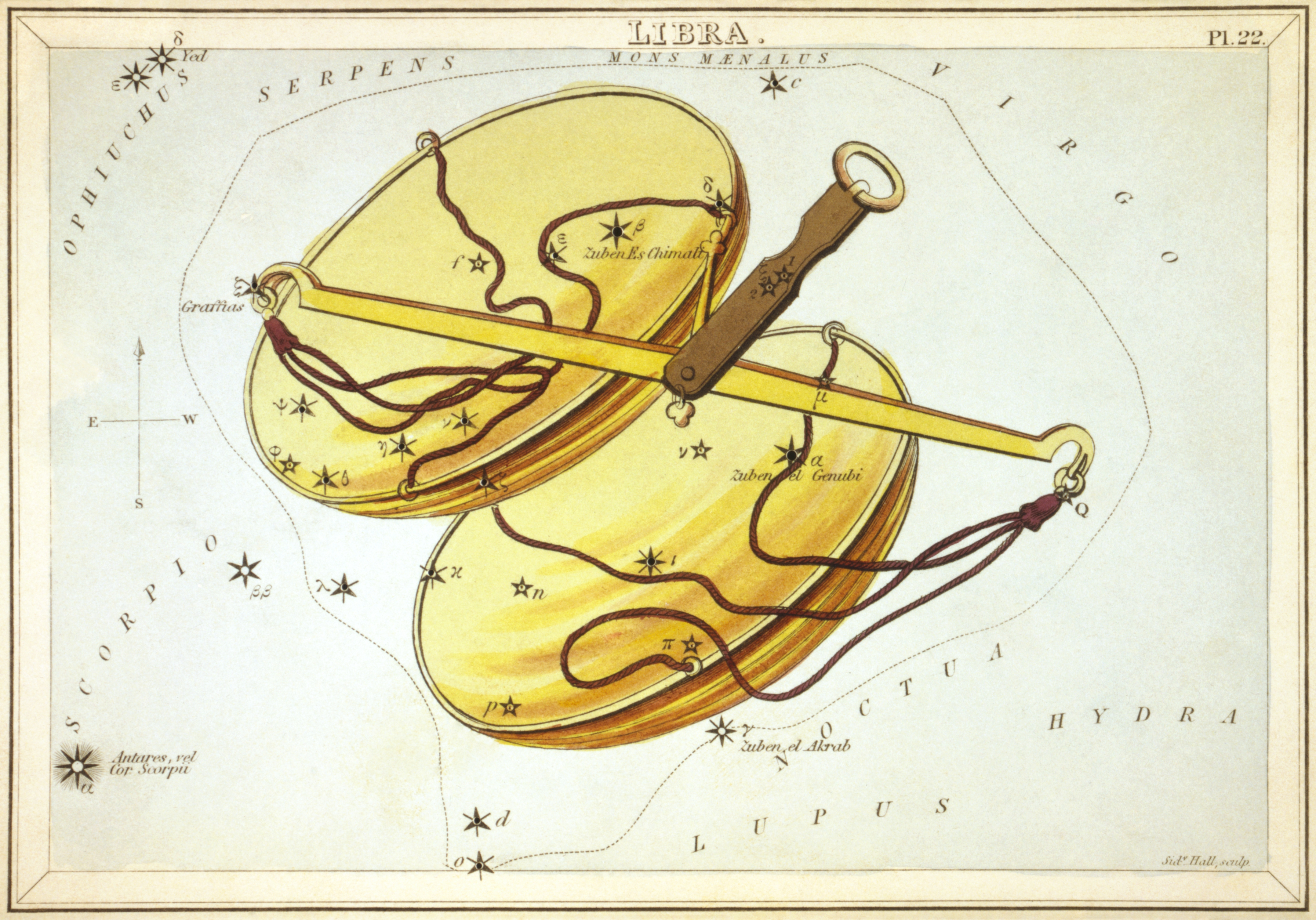
Carte no 22 : La Balance
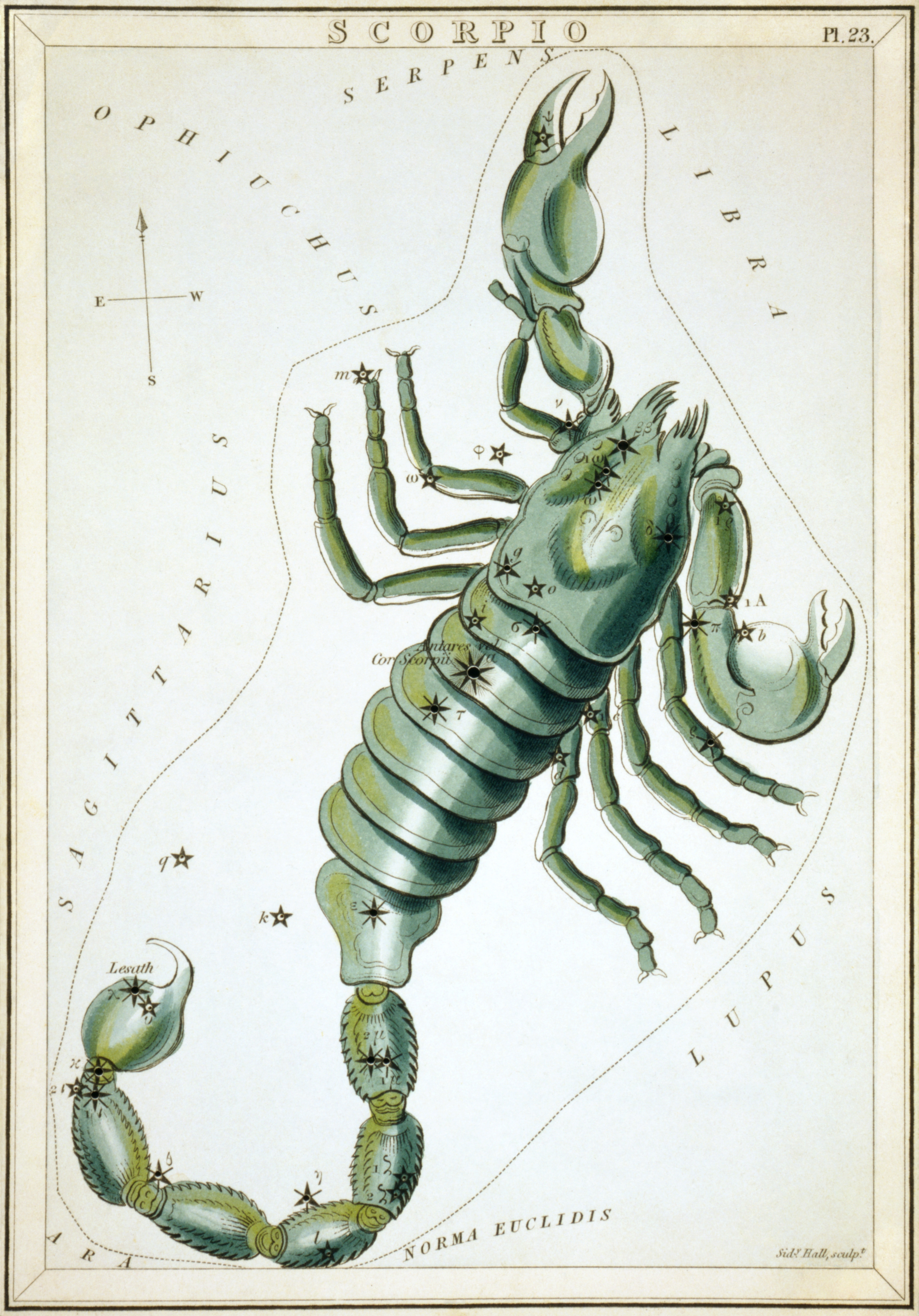
Carte no 23 : Le Scorpion
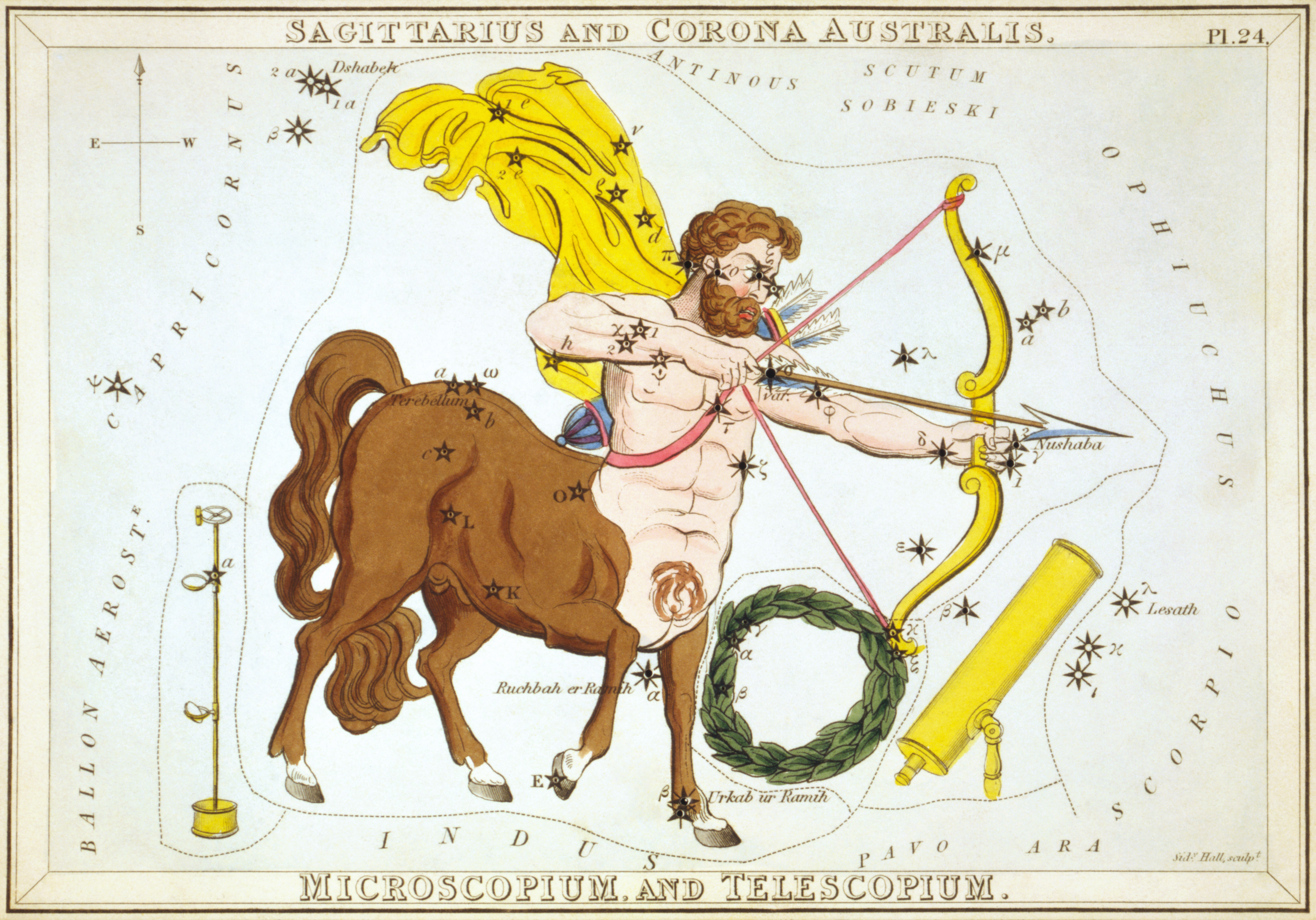
Carte no 24 : Le Sagittaire et la Couronne australe, le Microscope et le Télescope
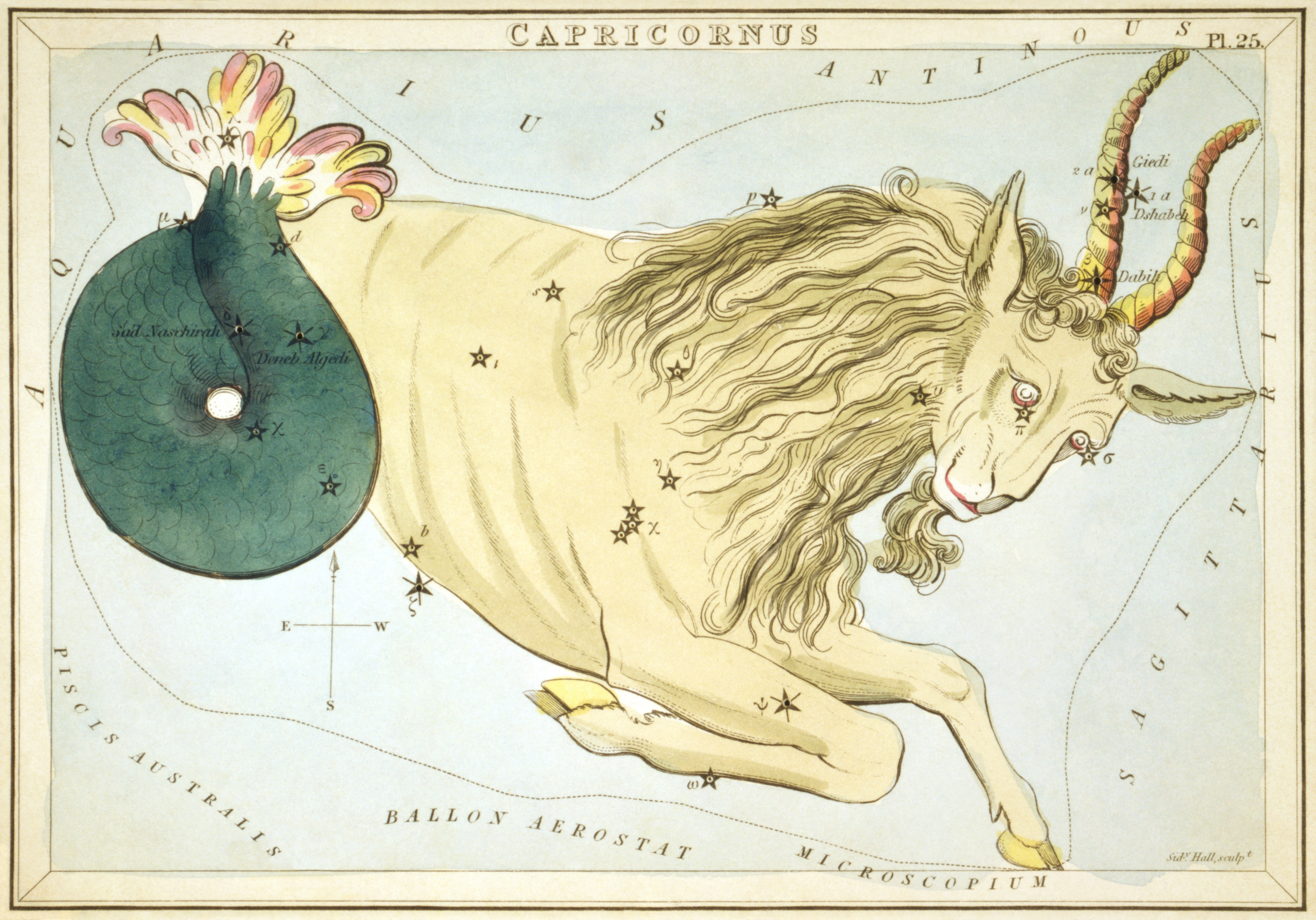
Carte no 25 : Le Capricorne
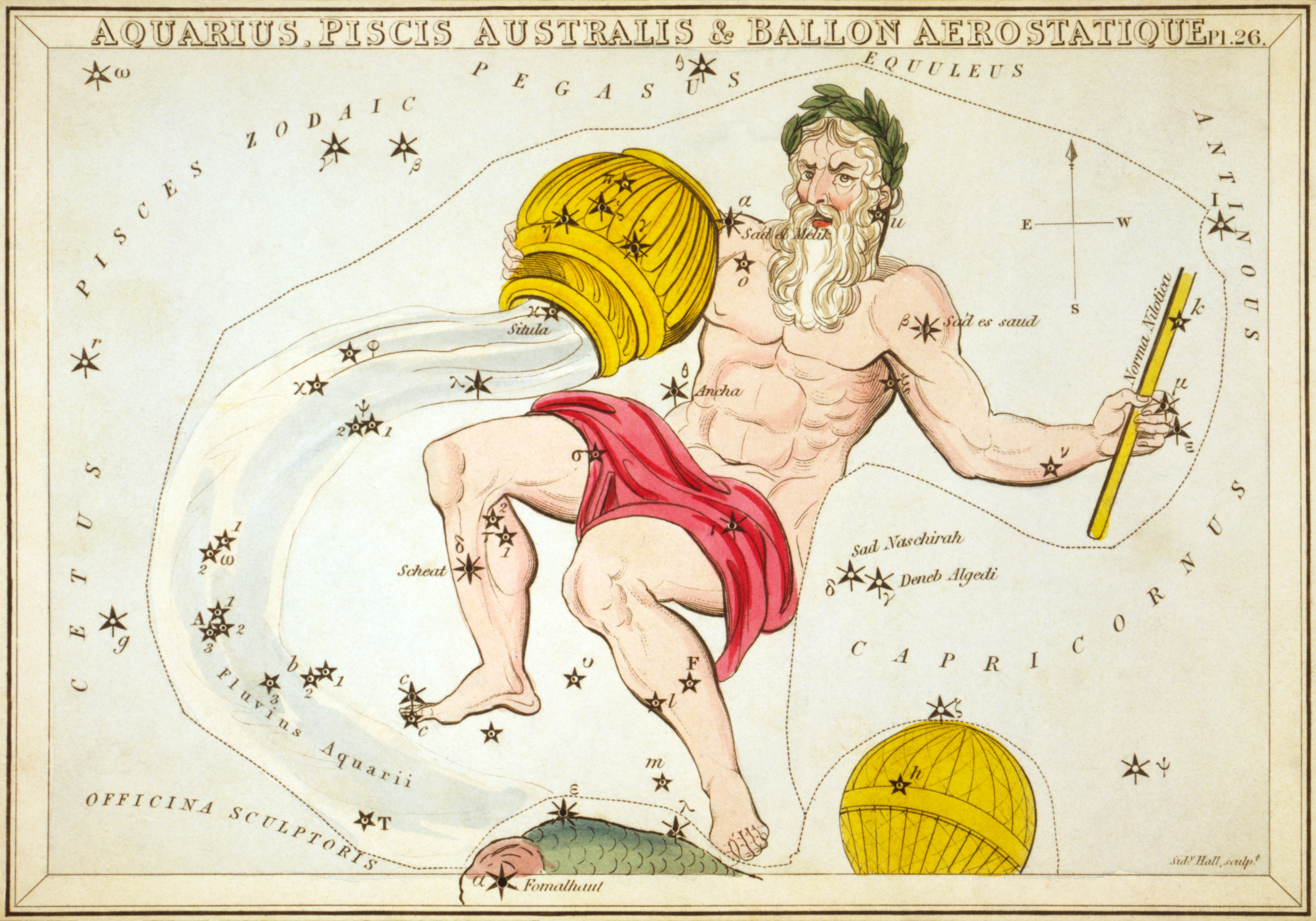
Carte no 26 : Le Verseau, le Poisson austral & la Montgolfière
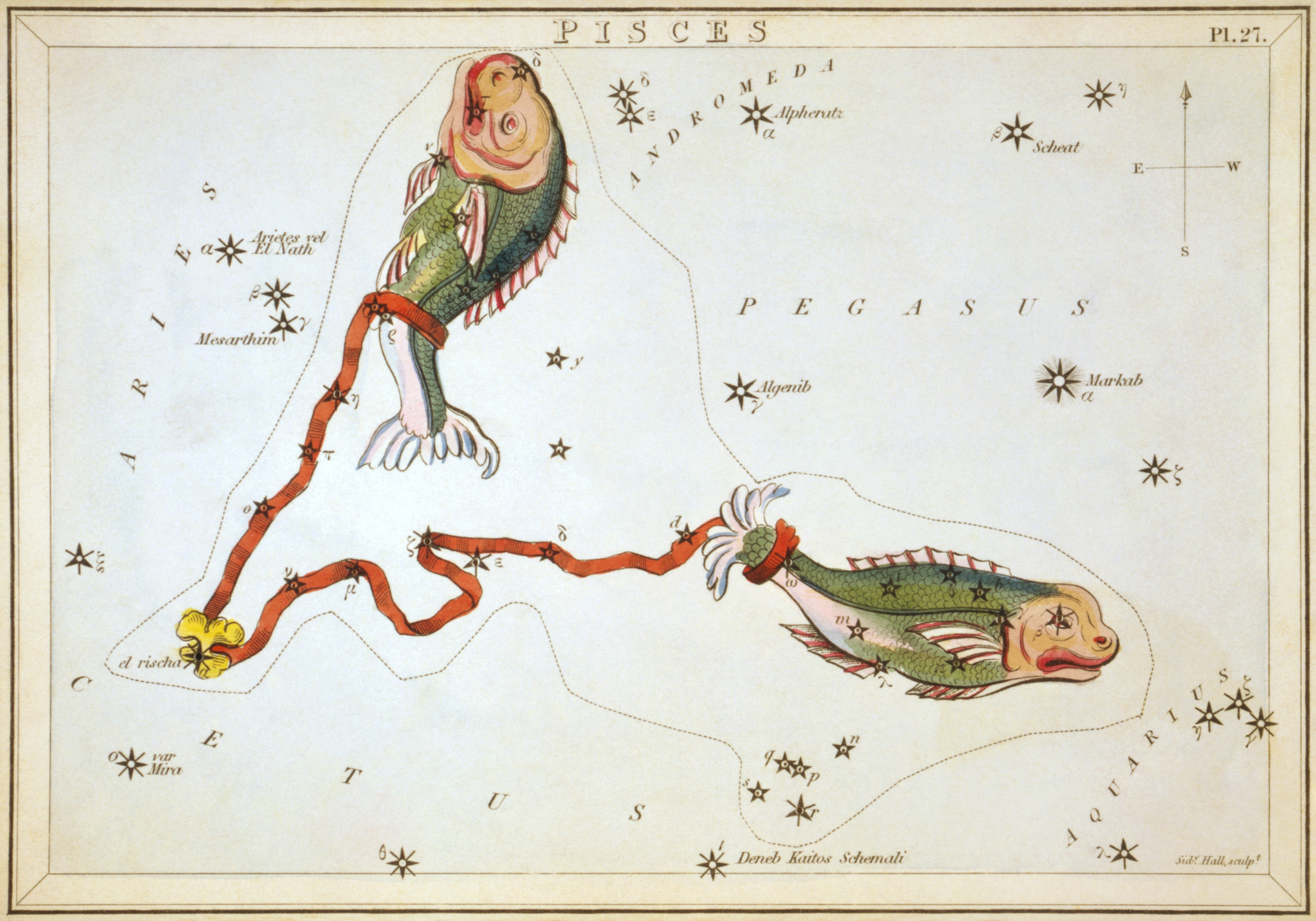
Carte no 27 : Les Poissons
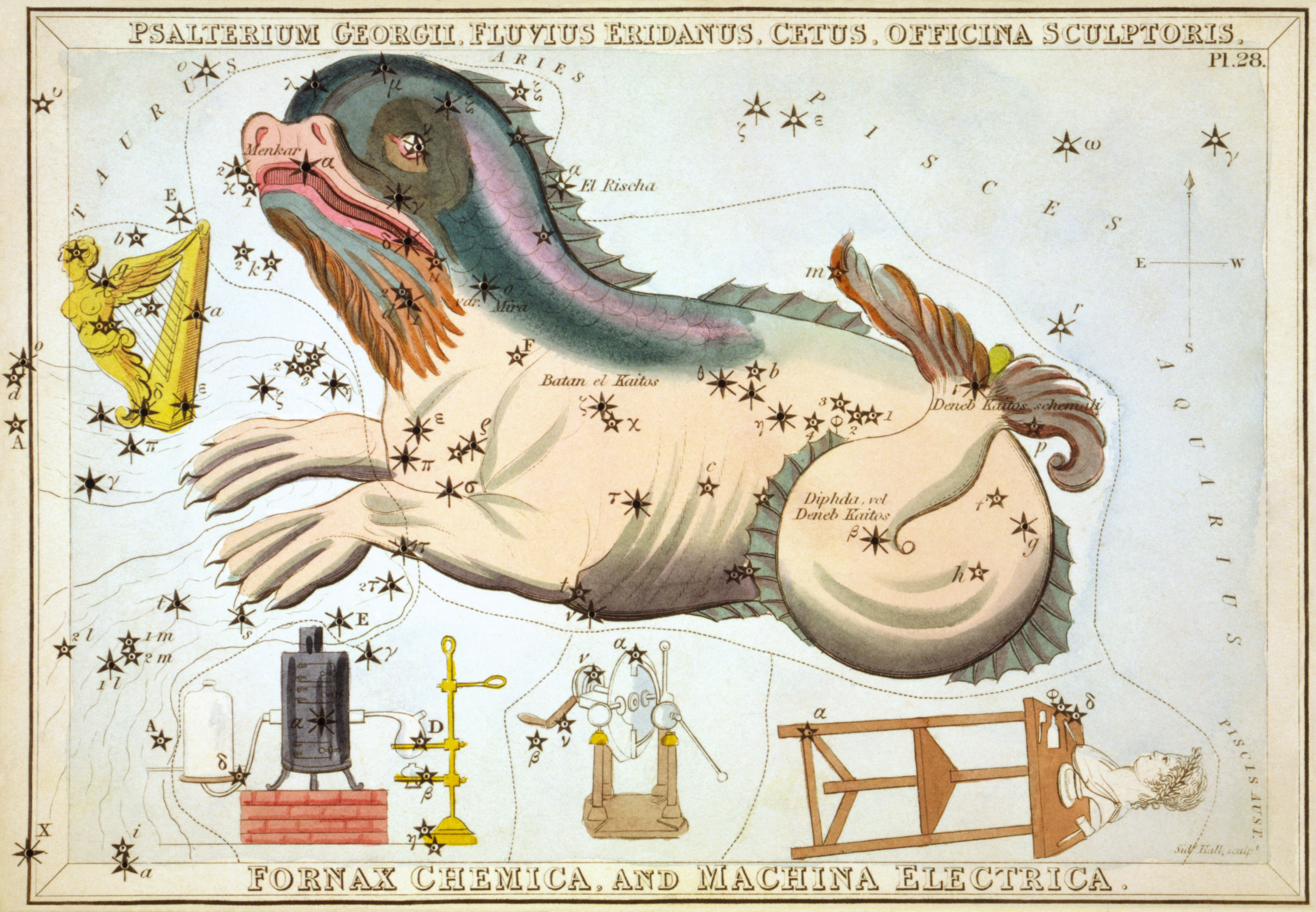
Carte no 28 : La Harpe de George, l'Éridan, la Baleine, le Sculpteur, le Fourneau et la Machine électrique
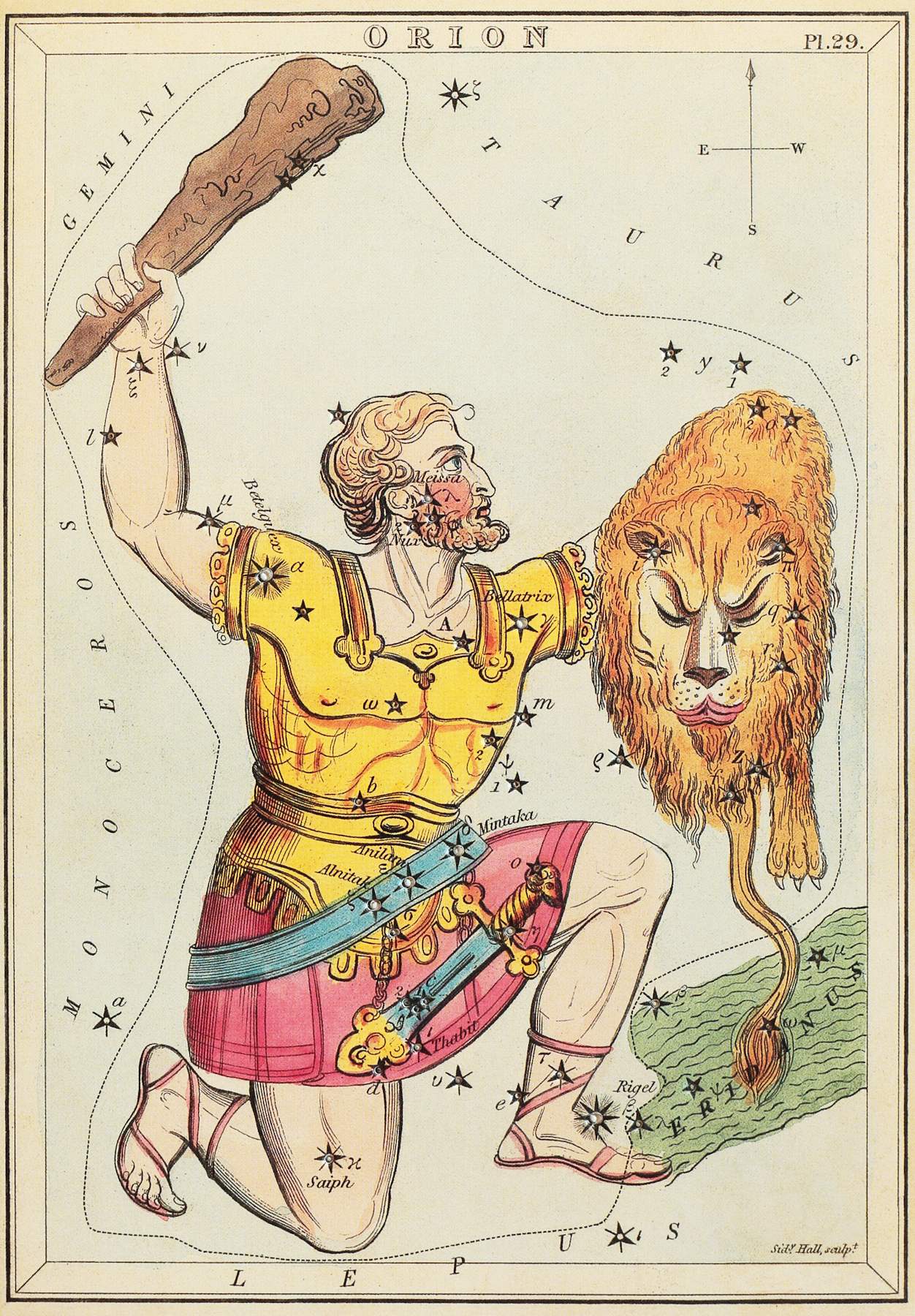
Carte no 29 : Orion
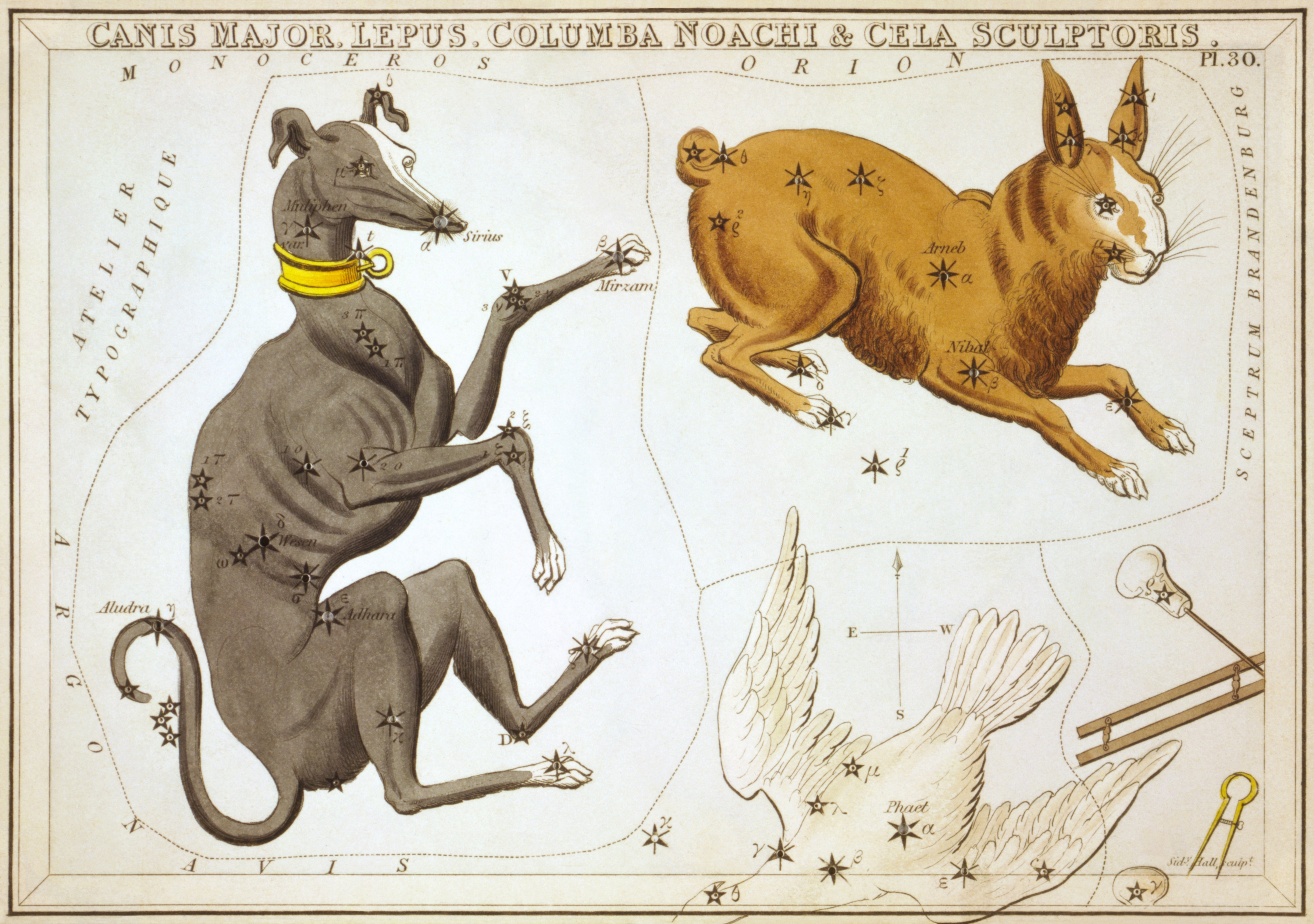
Carte no 30 : Le Grand Chien, le Lièvre, la Colombe & le Burin
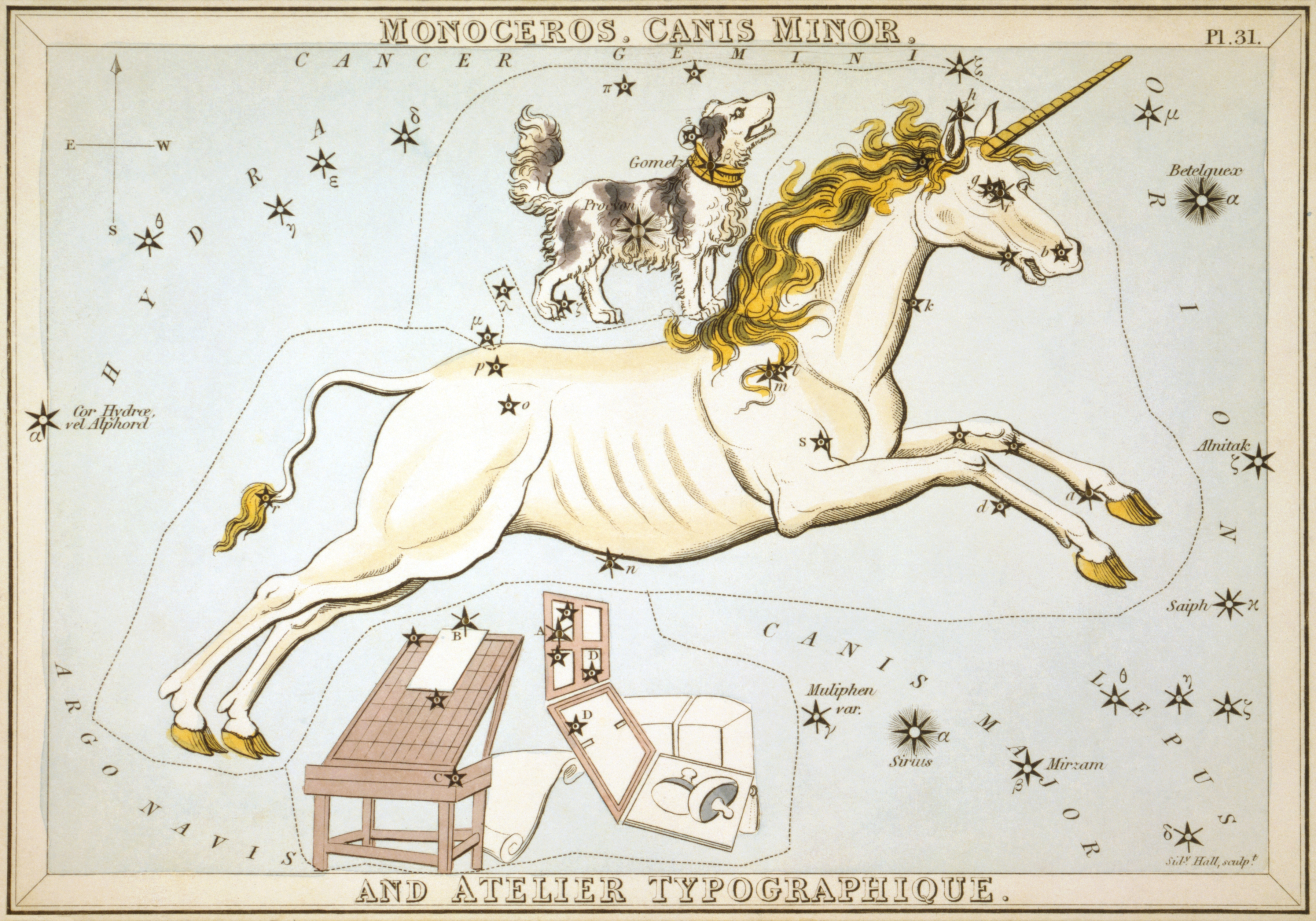
Carte no 31 : La Licorne, le Petit Chien et l'Atelier de Typographie
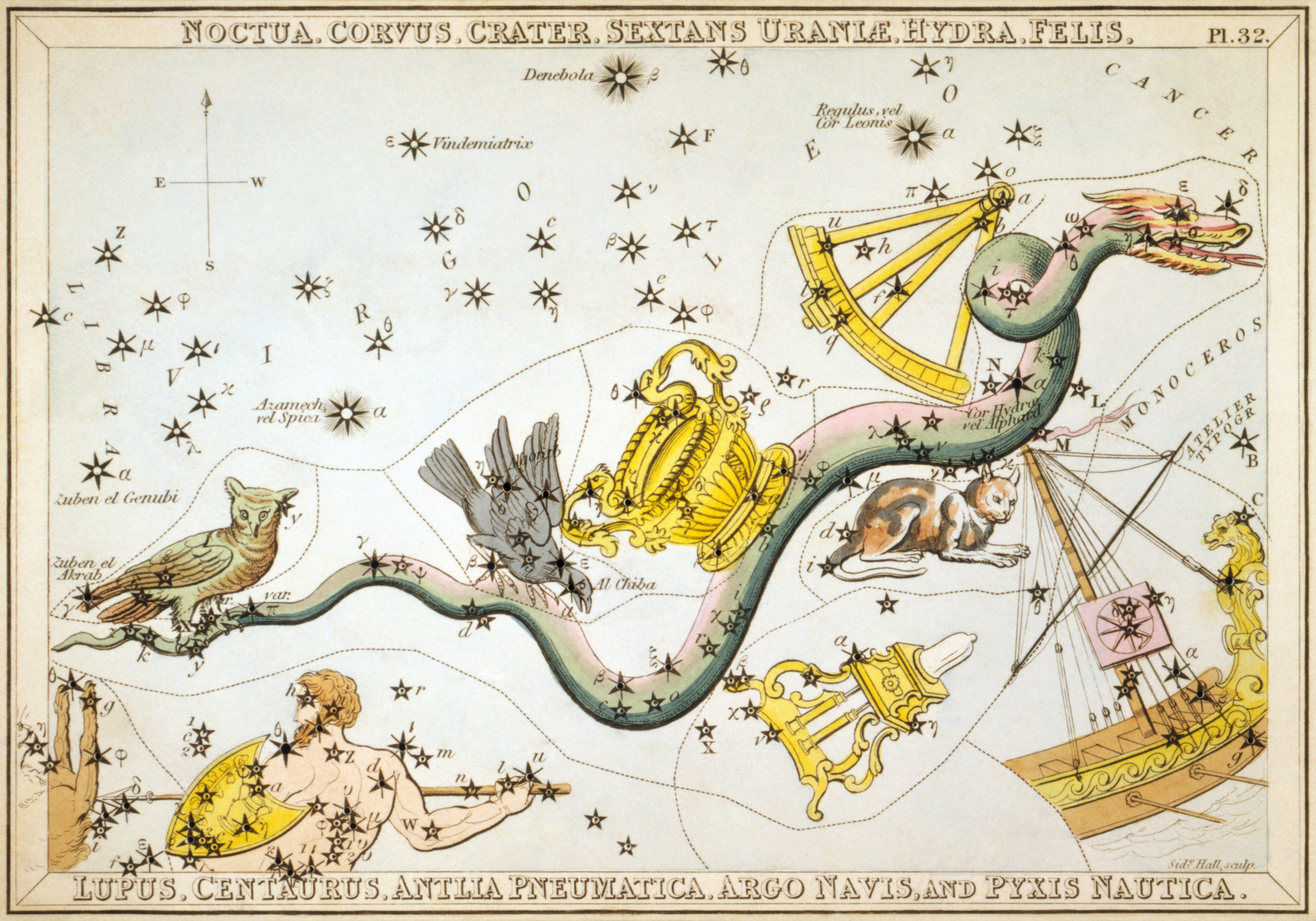
Carte no 32 : La Chouette, le Corbeau, la Coupe, le Sextant, l'Hydre, le Chat, Loup, le Centaure, la Machine pneumatique, le Navire Argo et la Boussole